# Список фруктів
Тут представлені списки фруктів, що вважаються їстівними в деяких кухнях світу. Визначення фруктів для цих списків — соковитий, зазвичай їстівний, плід дерева. Різновидом фруктів є також деякі ягоди.

## Розоцвіті
Відомі члени розоцвітних (Rosales) включають: 
- полуницю,
- малину,
- яблуні,
- груші,
- сливи,
- персики,
- абрикоси,
- мигдаль,
- горобину,
- глід,
- фігові дерева

## Середземноморські і субтропічні фрукти
- Кизил (Cornus mas; Cornaceae)
- Карика дуболистна (Carica quercifolia; Caricaceae)
- Інжир (Фіга) (Ficus carica; Moraceae)
- сикомора (Ficus sycomorus; Moraceae)
- Виноград, в сушеному вигляді — родзинки (Vitis spp.; Vitaceae)
- Ююба (Ziziphus zizyphus; Rhamnaceae)
- Шовковиця чорна (Morus nigra; Moraceae)
- Шовковиця біла (Morus alba; Moraceae)
- Шовковиця червона (Morus rubra; Moraceae)
- Гранат (Punica granatum; Lythraceae)
- Фініки (Phoenix dactylifera; Arecaceae)
- Олива (Olea europaea; Oleaceae)
- Плоди ріжкового дерева (Ceratonia siliqua; Leguminosae)
- Плоди суничного дерева (Arbutus unedo; Ericaceae)
- Авокадо (алігаторова груша) (Persea americana; Lauraceae)
- Азиміна (Asimina triloba; Annonaceae)
- Ківі (Актинидія китайська) (Actinidia deliciosa; Actinidiaceae)
- Лонган (Dimocarpus longan; Sapindaceae)
- Лічі (Litchi chinensis; Sapindaceae)
- Маракуя (Passiflora edulis; Passifloraceae)
- Пасифлора велетенська (Passiflora quadrangularis; Passifloraceae)
- Солодка гранаділа(інші мови) (Passiflora ligularis(інші мови); Passifloraceae)
- Жовта гранаділа(інші мови) (Passiflora laurifolia(інші мови); Passifloraceae)
- Бананова гранаділа(інші мови) (Passiflora mollissima(інші мови); Passifloraceae)
- Чулюпа (Passiflora maliformis; Passifloraceae)
- Тамарильйо (цифомандра), томатне дерево, Cyphomandra betacea; Solanaceae)
- Фейхоа (Feijoa sellowiana; Myrtaceae)
- Угні Моліни (Ugni molinae; Myrtaceae)
- Мірика (Myrica rubra(інші мови); Myricaceae)
- Хурма (Diospyros kaki; Ebenaceae)
- Кудранія, (Cudrania tricuspidata; Moraceae)
- Наранхіла (Solanum quitoense; Solanaceae)
- Кокона (Solanum sessiliflorum; Solanaceae)
- Пепіно (Solanum muricatum; Solanaceae)
- Лукума (Pouteria lucuma; Sapotaceae)
- Сереноа (Serenoa repens; Arecaceae)
- Лардізабала (Lardizabala biternata; Lardizabalaceae)

## Тропічні фрукти
- Африканський вишневий апельсин (Citropsis schweinfurthii; Rutaceae)
- Авара (Astrocaryum vulgare; Arecaceae)
- Асаї (Euterpe oleracea; Arecaceae)
- Акі (він же Бліг смачний, Blighia sapida; Sapindaceae)
- Барбадоська вишня(інші мови) (вона ж Черешня ацерола(інші мови), Malpighia glabra(інші мови) L.; Malpighiaceae)
- Нансе (Byrsonima crassifolia; Malpighiaceae)
- Ямайська вишня(інші мови) (Muntingia calabura(інші мови); Muntingiaceae)
- Плоди хлібного дерева (Artocarpus altilis; Moraceae)
- Джекфрут (він же nangka, Artocarpus heterophyllus; Moraceae)
- Чемпедак (Artocarpus champeden; Moraceae)
- Маранг (Artocarpus odoratissima; Moraceae)
- Мавпяче хлібне дерево (він жеMonkey Jack, Artocarpus lakoocha; Moraceae)
- Kwai Muk (Artocarpus hypargyraeus; Moraceae)
- Капулін (Prunus salicifolia; Rosaceae)
- Майсурська малина (Rubus niveus; Rosaceae)
- Мора (Rubus glaucus; Rosaceae)
- Ліканія (Licania platypus; Chrysobalanaceae)
- Ікако (Chrysobalanus icaco; Chrysobalanaceae)
- Кетембілла (Dovyalis hebecarpa; Salicaceae)
- Кафрська слива (Dovyalis caffra; Salicaceae)
- Карісса великоплідна (Carissa macrocarpa; Apocynaceae)
- Каранда (Carissa congesta; Apocynaceae)
- Карамбола (Averrhoa carambola; Oxalidaceae)
- Білімбі (Averrhoa bilimbi; Oxalidaceae)
- Кокос (Cocos spp.; Arecaceae)
- Банан (Musa spp.; Musaceae)
- Плоди атласного дерева (він же хрізофіллум олівковідний, Chrysophyllum oliviforme; Sapotaceae)
- Дуріан (Durio spp.; Malvaceae)
- Гуарана (Paullinia cupana; Sapindaceae)
- Гуава (Psidium guajava; Myrtaceae)
- Сунична гуава (Psidium littorale; Myrtaceae)
- Кеппел (Stelechocarpus burakol; Annonaceae)
- Лангсат (він же Лансіум, Lansium domesticum; Meliaceae)
- Сантолі (Sandoricum koetjape; Meliaceae)
- Маболо (Diospyros blancoi; Ebenaceae)
- Чорна сапоте (Diospyros digyna; Ebenaceae)
- Саподілла (вона ж Сапотове дерево, Achras/Manilkara zapota; Sapotaceae)
- Мармеладний плід (Pouteria sapota; Sapotaceae)
- Зоряне яблуко (Chrysophyllum cainito; Sapotaceae)
- Каністел (Pouteria campechiana; Sapotaceae)
- Абіу (Pouteria caimito; Sapotaceae)
- Мамончило (він же Лайм іспанський та Мелікоккус двупарний, Melicoccus bijugatus; Sapindaceae)
- Манго індійське (Mangifera indica; Anacardiaceae)
- Кеш'ю (Anacardium occidentale; Anacardiaceae)
- Пурпуровий момбін (Spondias purpurea; Anacardiaceae)
- Жовтий момбін (Spondias mombin; Anacardiaceae)
- Амбарелла (Spondias dulcis; Anacardiaceae)
- Бразильська слива (Spondias tuberosa; Anacardiaceae)
- Маріанська слива (Bouea macrophylla; Anacardiaceae)
- Фальшивий мангостин (Garcinia xanthochymus)
- Мангостин (Garcinia mangostana; Clusiaceae)
- Мамі (Mammea americana; Clusiaceae)
- Бакурі (Platonia insignis; Clusiaceae)
- Lemon Drop Mangosteen (Garcinia madruno; Clusiaceae)
- Button Mangosteen (Garcinia prainiana; Clusiaceae)
- Бакупарі (Garcinia gardneriana; Clusiaceae)
- Папая (Carica papaya; Caricaceae)
- Гірська папая (вона ж Гірська карика,Carica candamarcensis; Caricaceae)
- Бабако (Carica pentagona; Caricaceae)
- Бунхозія срібляста (Bunchosia argentea; Malpighiaceae)
- Ананас справжній (Ananas comosus; Bromeliaceae)
- Монстера приваблива (Monstera deliciosa; Araceae)
- Фізаліс перуанський (Physalis peruviana; Solanaceae)
- Суничний томат (Physalis ixocarpa; Solanaceae)
- Кассабанана (Sicana odorifera; Cucurbitaceae)
- Гак (Momordica cochinchinensis; Cucurbitaceae)
- Архат (Siraitia grosvenorii; Cucurbitaceae)
- Рамбутан (Nephelium lappaceum; Sapindaceae)
- Пуласан (Nephelium mutabile; Sapindaceae)
- Корлан (Nephelium hypoleucum; Sapindaceae)
- Малайське яблуко (Syzygium malaccense; Myrtaceae)
- Рожеве яблуко (Syzygium jambos; Myrtaceae)
- Яванське яблуко (Syzygium samarangense; Myrtaceae)
- Водяне яблуко (Syzygium aqueum; Myrtaceae)
- Джамболан (Syzygium cumini; Myrtaceae)
- Salak (зміїний фрукт) (він же салакка їстівна, Salacca edulis; Arecaceae)
- Цукрове яблуко (Annona squamosa; Annonaceae)
- Сметанне яблуко (воно ж аннона колюча,Annona muricata; Annonaceae)
- Черімоя (Annona cherimola; Annonaceae)
- Кремове яблуко (воно ж аннона сітчаста, Annona reticulata; Annonaceae)
- Ілама (Annona diversifolia; Annonaceae)
- Сонкоя (Annona purpurea; Annonaceae)
- Біріба (Rollinia mucosa; Annonaceae)
- Суринамська вишня (вона ж  Пітанга і Євгенія одноквіткова, Eugenia uniflora; Myrtaceae)
- Джаботікаба (Myrciaria caulifloria; Myrtaceae)
- Ромова ягода (Myrciaria floribunda; Myrtaceae)
- CamuCamu (Myrciaria dubia; Myrtaceae)
- Грумічама (Eugenia brasiliensis; Myrtaceae)
- Пітомба (Eugenia luschnathiana; Myrtaceae)
- Араза (Eugenia stipitata; Myrtaceae)
- Riberry (Syzygium luehmannii; Myrtaceae)
- Blue Lilly Pilly (Syzygium oleosum; Myrtaceae)
- Геніпа (Genipa americana; Rubiaceae)
- Рандія (Randia formosa, Randia fitzalanii; Rubiaceae)
- Алібертія (Alibertia edulis, Alibertia spp.; Rubiaceae)
- Вангерія (Vangueria infausta, Vangueria spp.; Rubiaceae)
- Тамаринд (Tamarindus indica; Leguminosae)
- Манільский тамаринд (Pithecellobium dulce; Leguminosae)
- Кремовий боб (Inga edulis; Leguminosae)
- Ятоба (Hymenaea courbaril; Leguminosae)
- Баїли (Aegle marmelos; Rutaceae)
- Біла сапоте (Casimiroa edulus; Rutaceae)
- Дерев'яне яблуко (Feronia limonia; Rutaceae)
- Вампи (Clausena lansium; Rutaceae)
- Бігнай (Antidesma bunius; Euphorbiaceae)
- Herbert River Cherry (Antidesma dallachyanum; Euphorbiaceae)
- Ембліка (Phyllanthus emblica; Euphorbiaceae)
- Антильський агрус (Phyllanthus acidus; Euphorbiaceae)
- Рамбан (Baccaurea motleyana; Euphorbiaceae)
- Бірманський виноград (Baccaurea sapida; Euphorbiaceae)
- Фалс (Grewia subinaequalis; Malvaceae)
- пітая (він же пітахайя та драконий фрукт, Hylocereus undatus, Hylocereus costaricensis, Hylocereus megalanthus; Cactaceae)
- Барбадоський агрус (Pereskia aculeata; Cactaceae)
- Цабр (Opuntia ficus-indica; Cactaceae)
- Плоди персикової пальми (Bactris gasipaes; Arecaceae)
- Плоди пальмірової пальми (Borassus flabellifer; Arecaceae)
- Купуасу (Theobroma gralorum; Malvaceae)
- Чупа-чупа (Quararibea cordata; Malvaceae)
- Морський виноград (Coccoloba uvifera; Polygonaceae)
- Голубина слива (Coccoloba diversifolia; Polygonaceae)
- Печу (Caryocar brasiliense; Caryocaraceae)
- Слоняче яблуко (Dillenia indica; Dilleniaceae)
- Магічний фрукт (Synsepalum dulcificum; Sapotaceae)
- Марула (Sclerocarya birrea; Anacardiaceae)
- Safou (Dacryodes edulis; Burseraceae)
- Imbe (вона ж Гарцинія Лівінгстона,Garcinia livingstonei; Clusiaceae)
- Чилібуха колюча(інші мови) (він же Мавпячий апельсин (Monkey orange), Strychnos spinosa(інші мови); Loganiaceae)
- Рамбутан

## Галерея

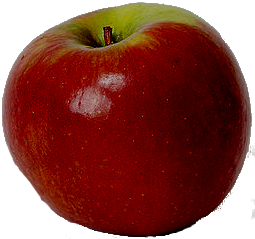
Яблуко
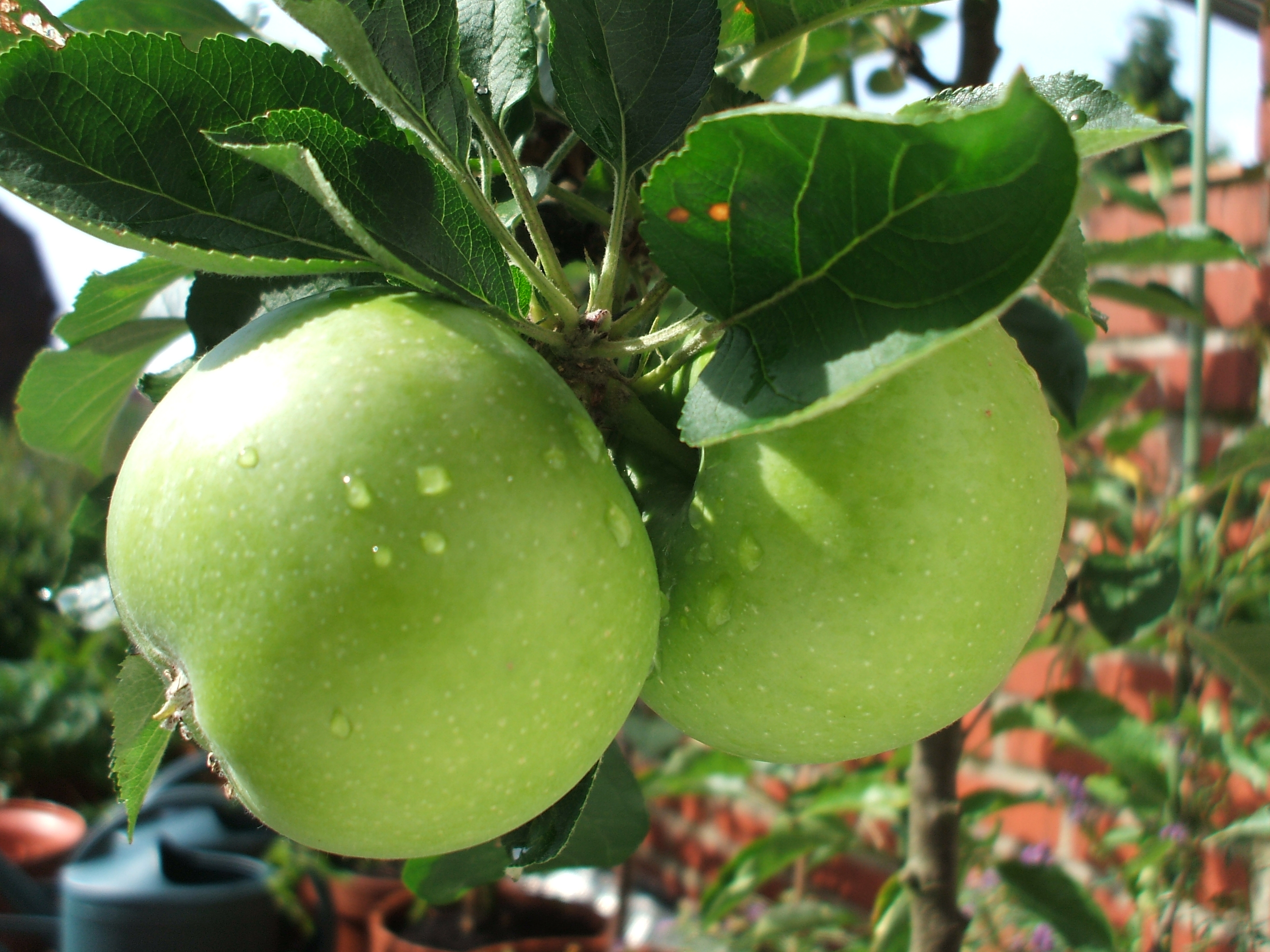
Зелене яблуко
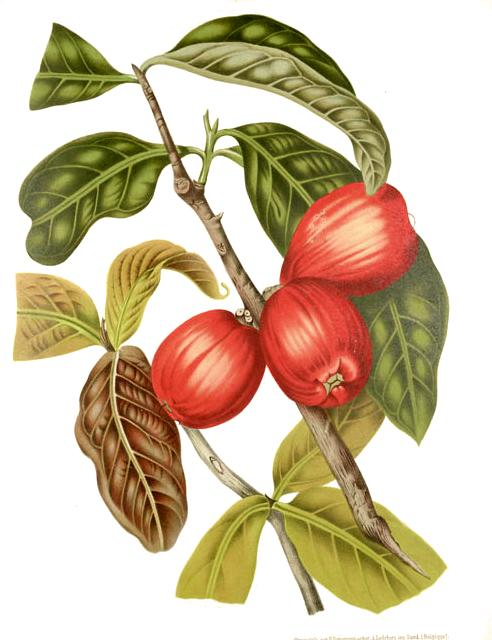
MALAY APPLE
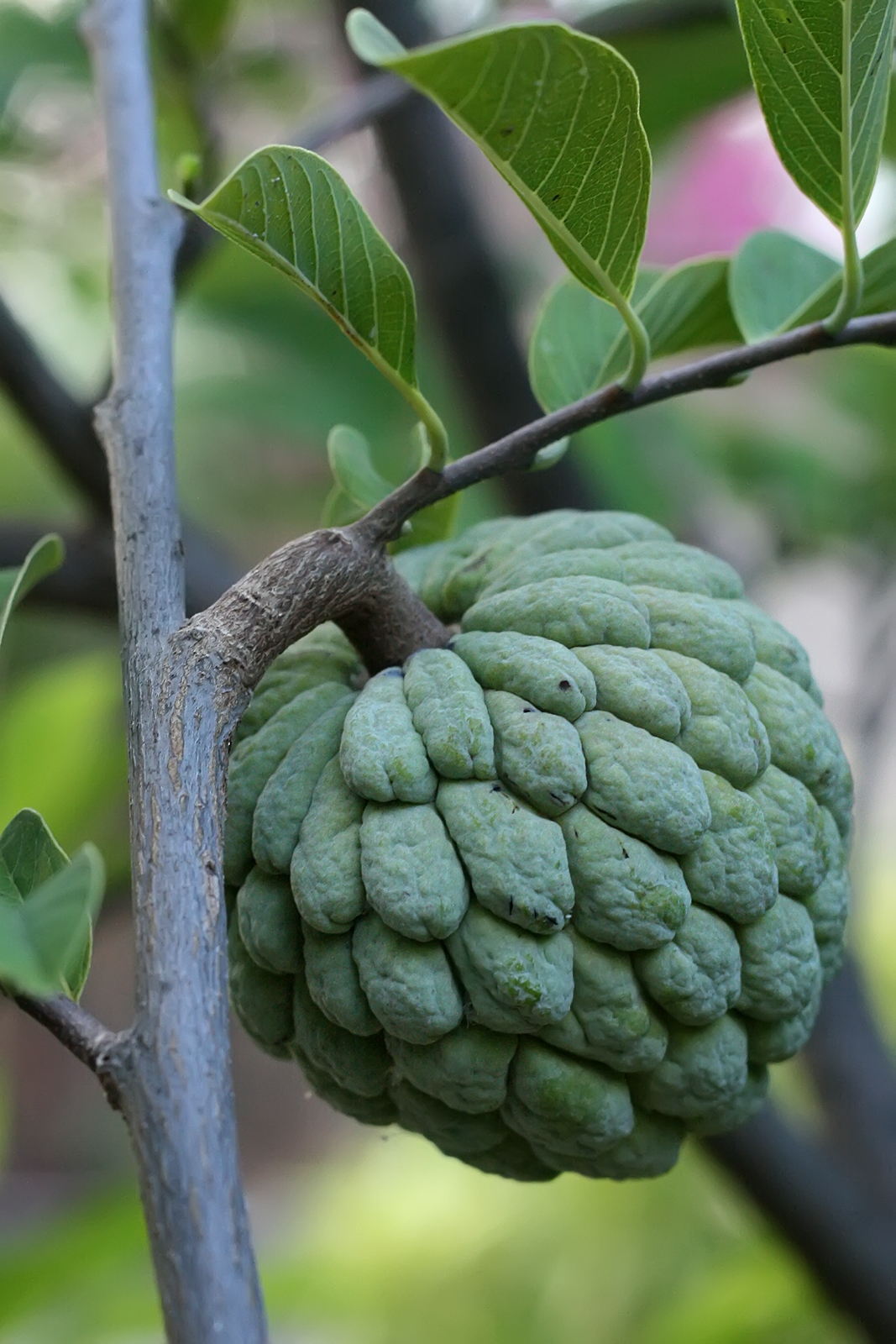
Цукрове яблуко
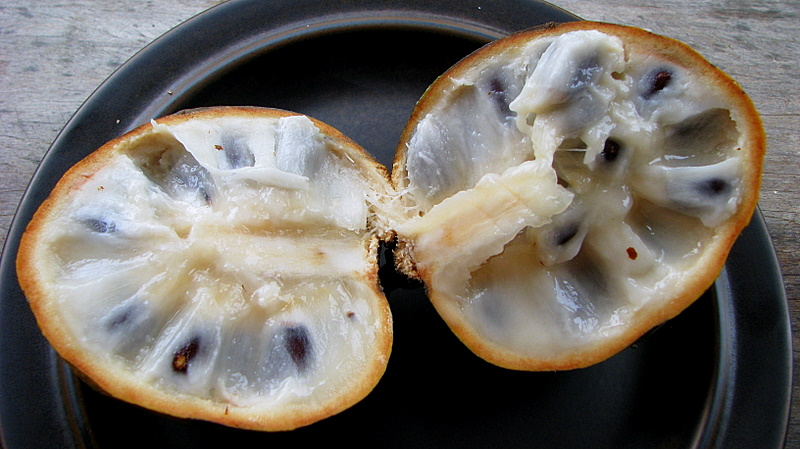
Annona salzmannii
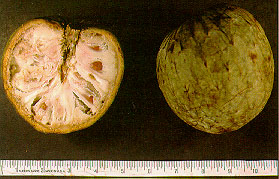
Кремове яблуко
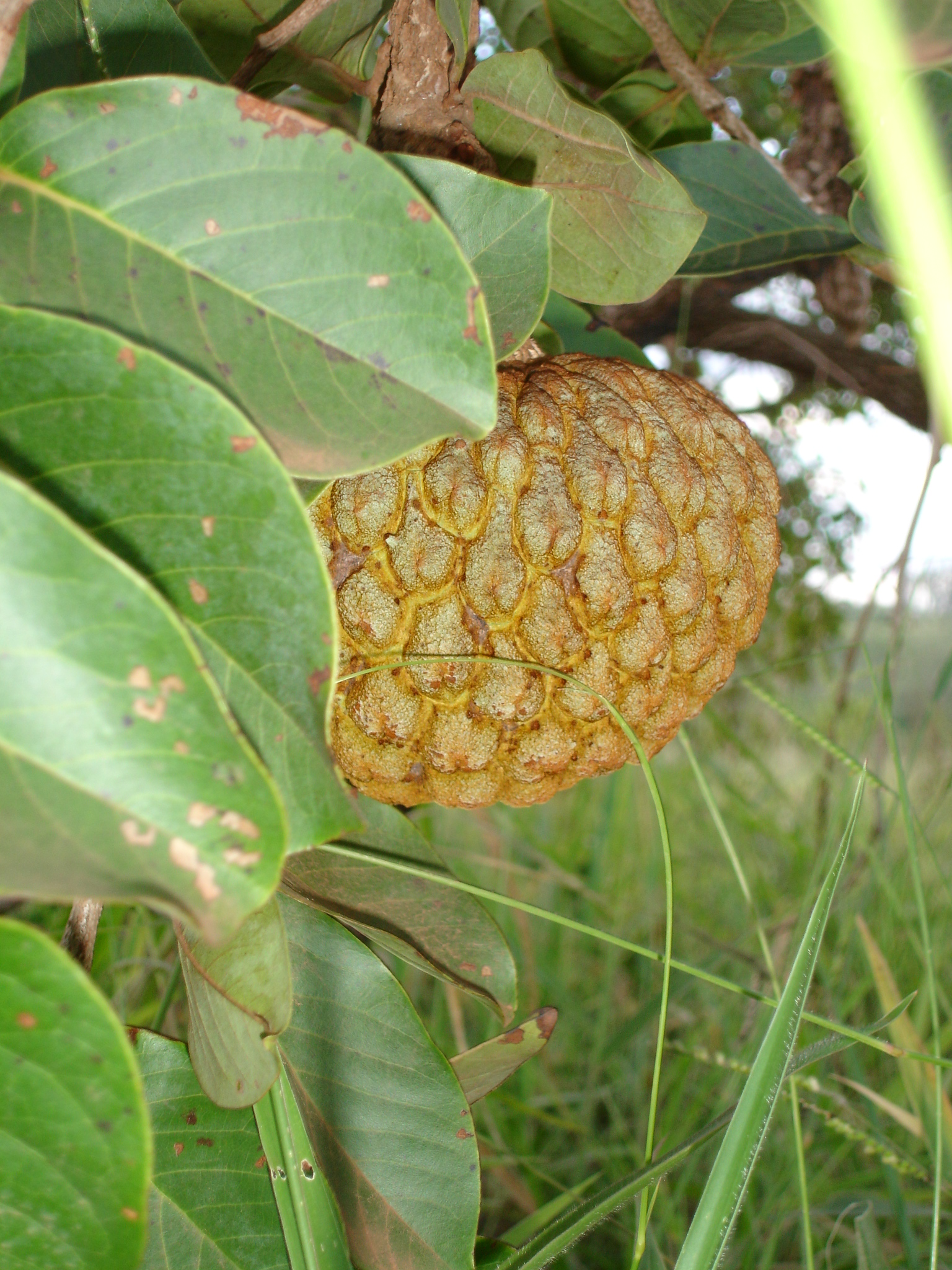
Annona crassiflora
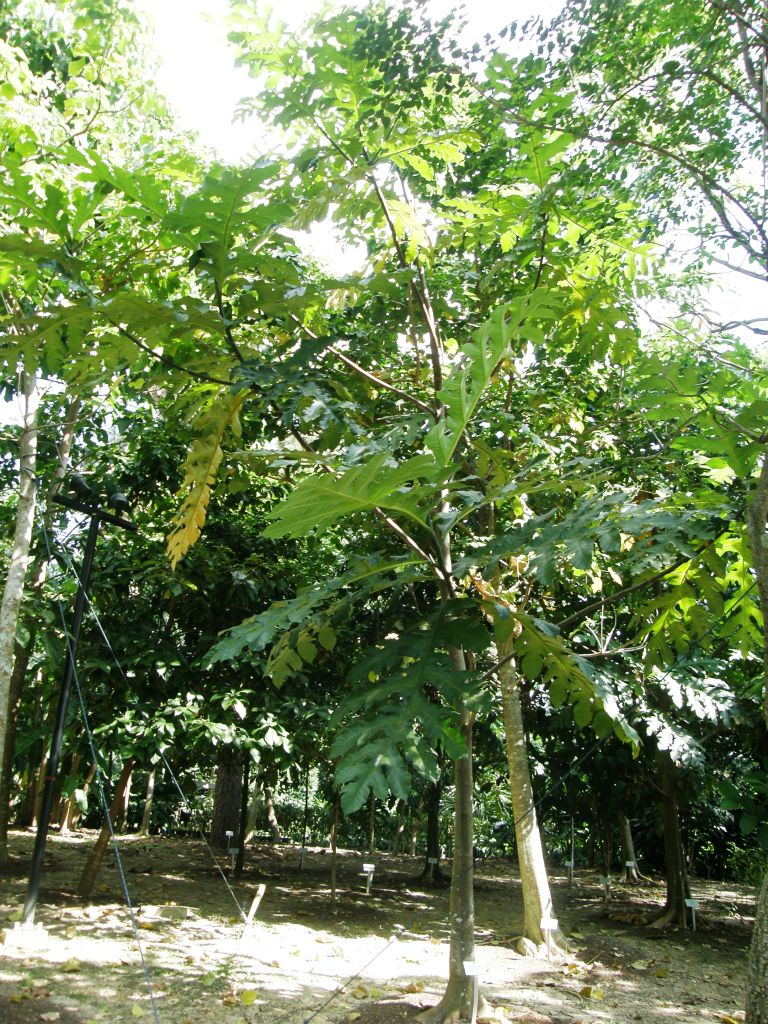
Artocarpus scortechinii
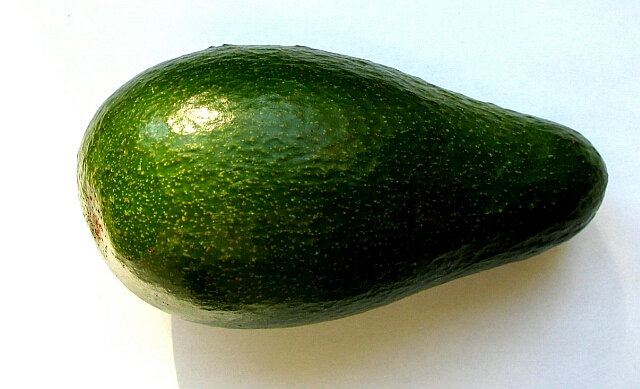
Авокадо
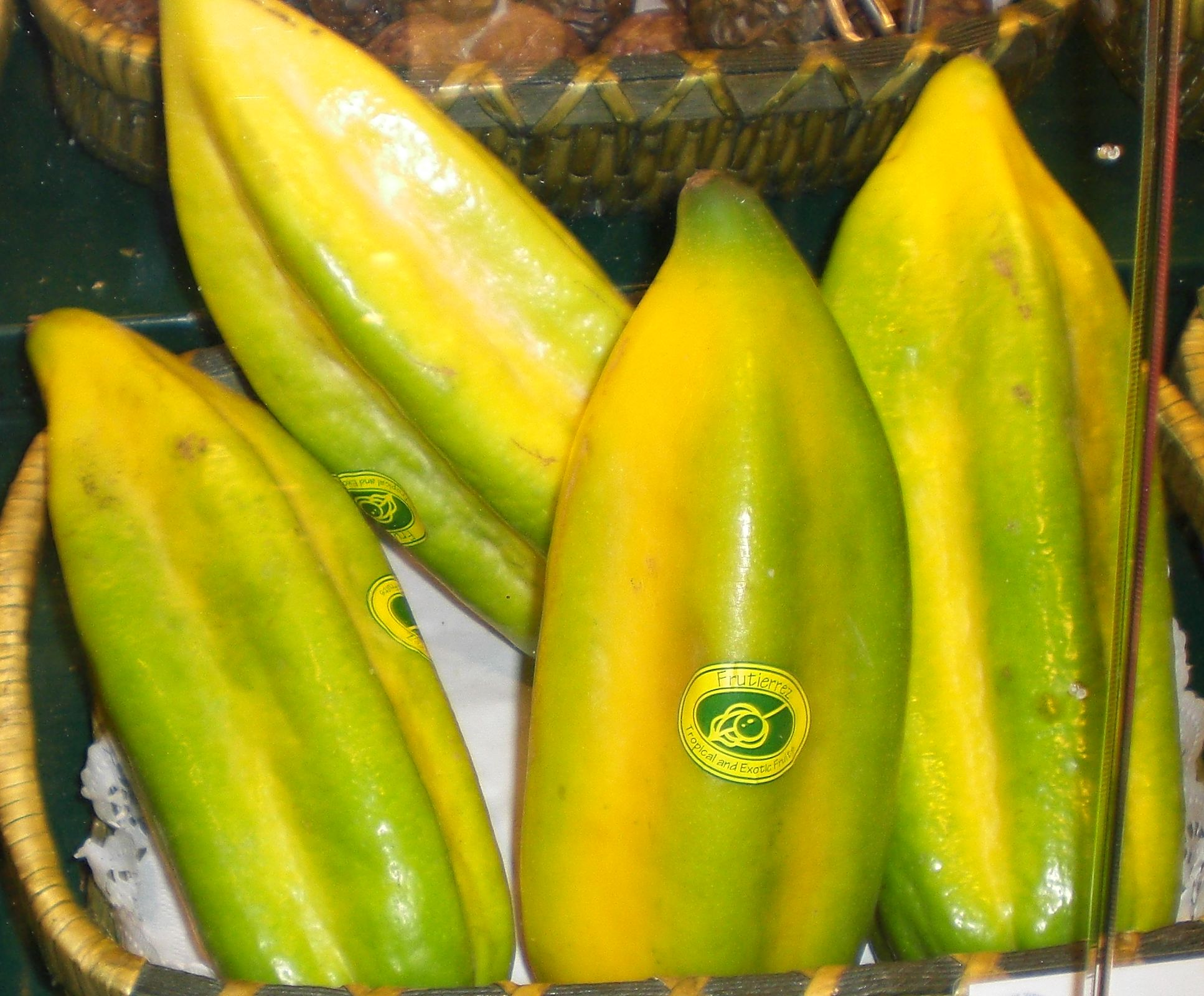
Бабако
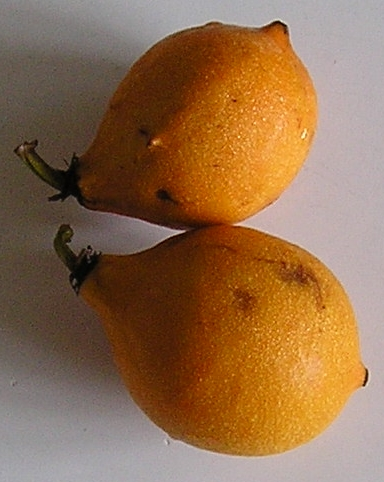
Бакупарі
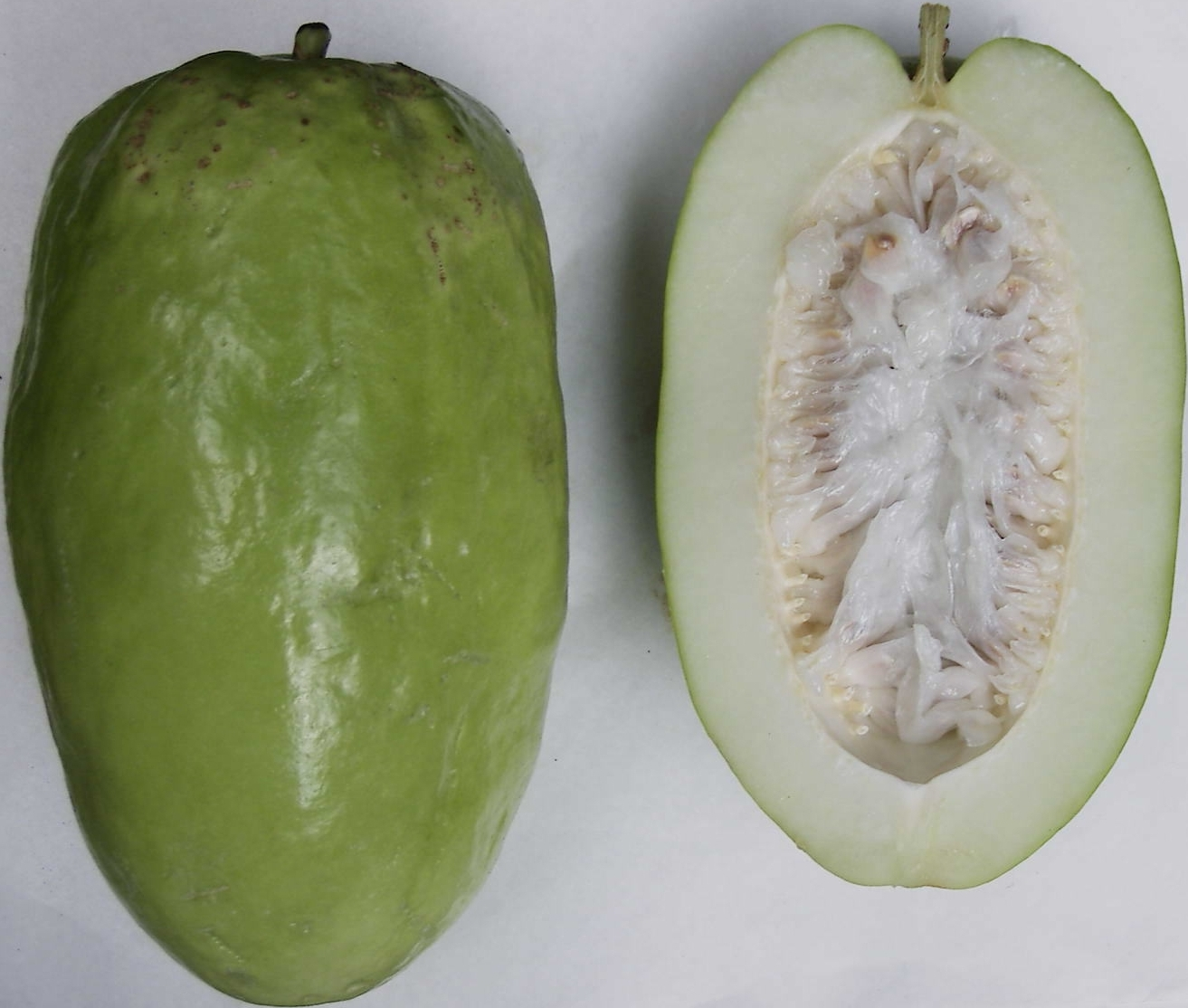
Плоди Гігантської гранаділи (Badea)
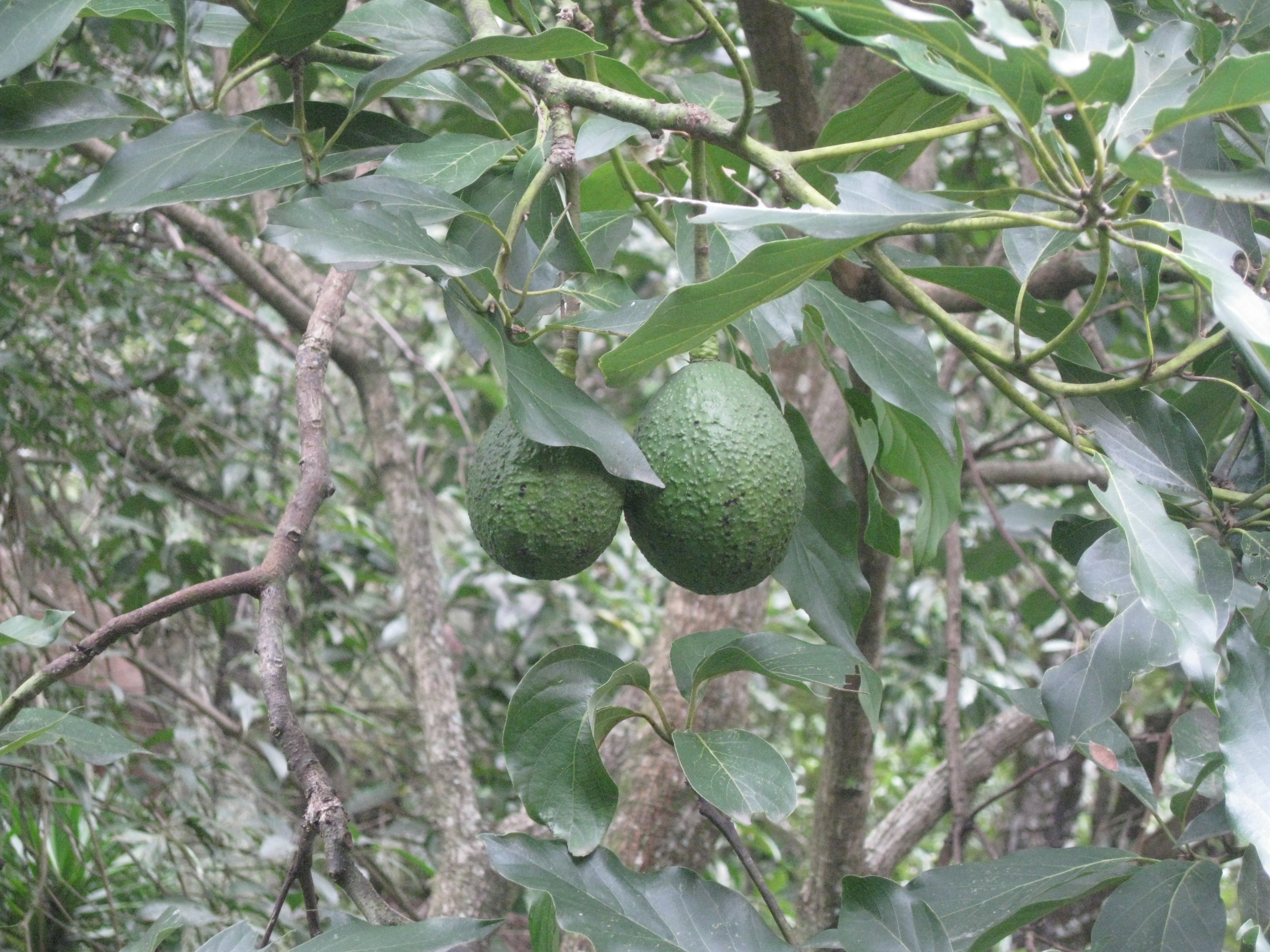
Balonlons
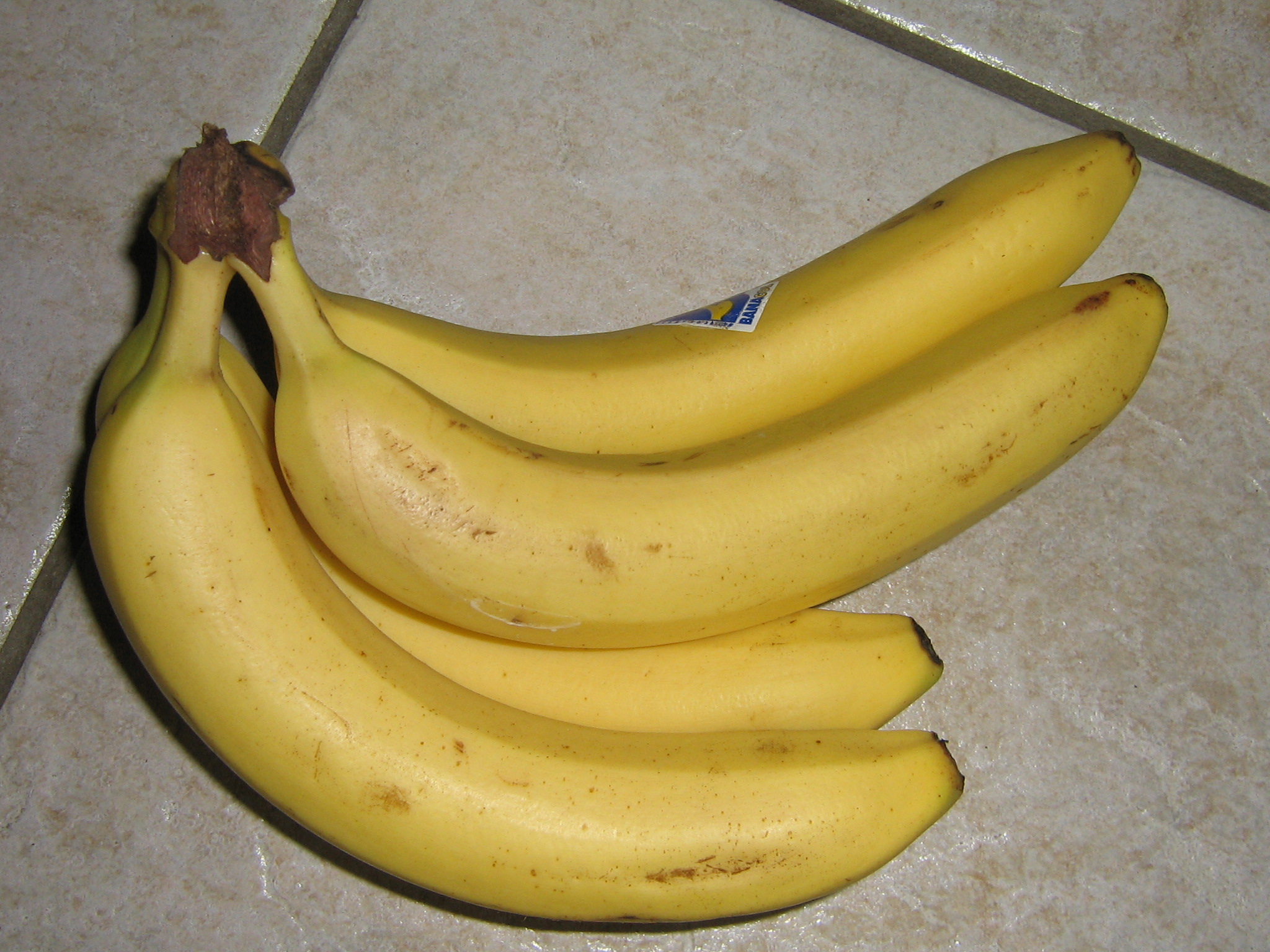
Банани
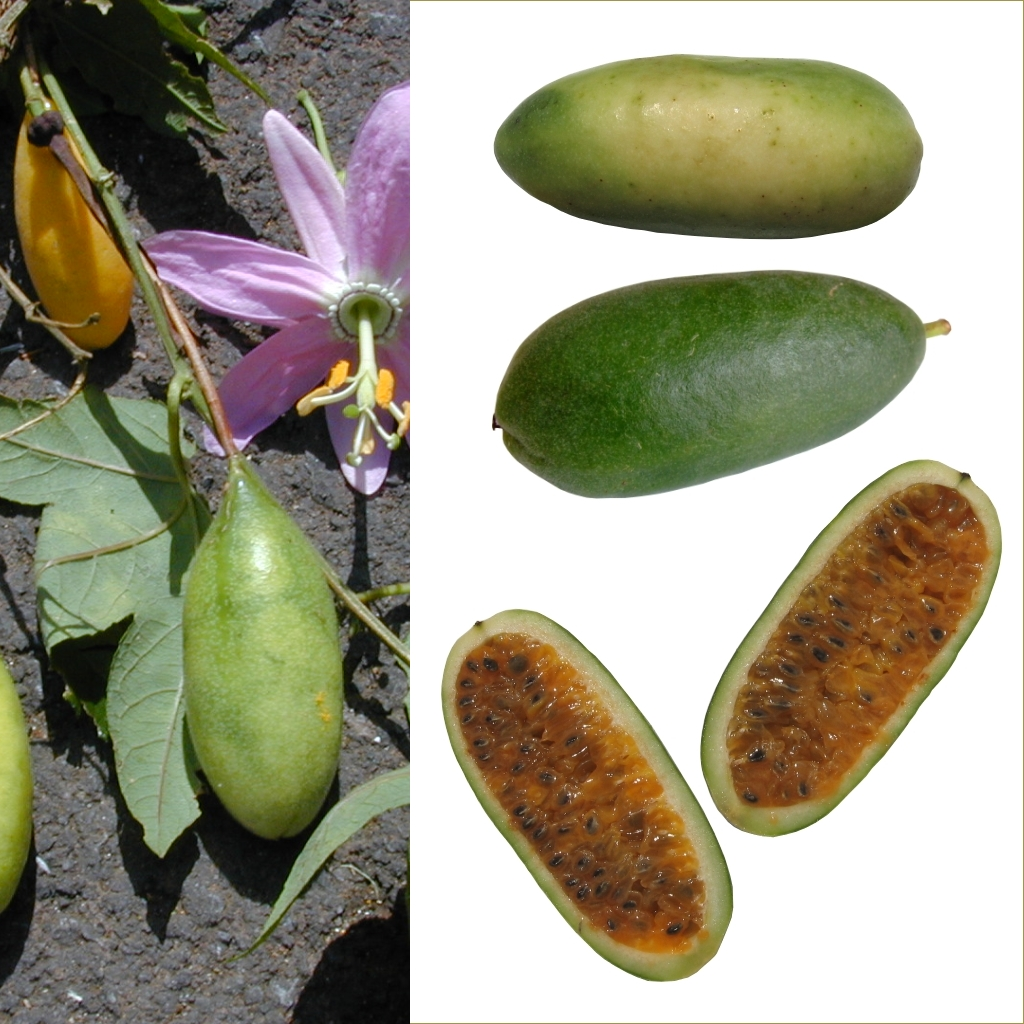
Маракуя
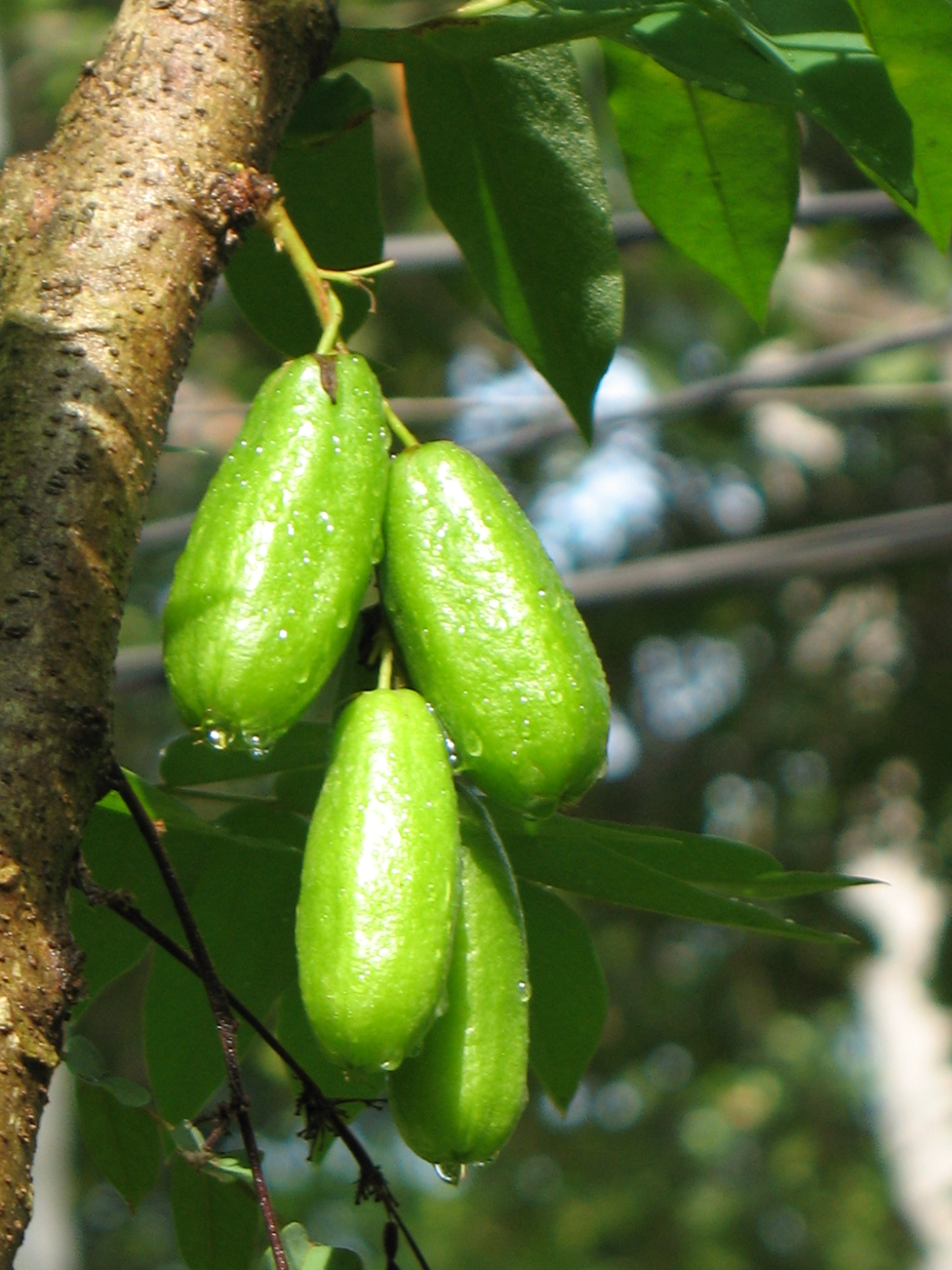
Bilimbies
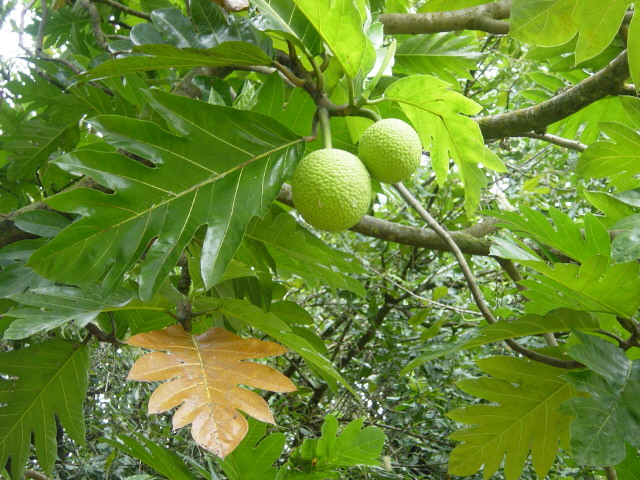
Плоди хлібного дерева
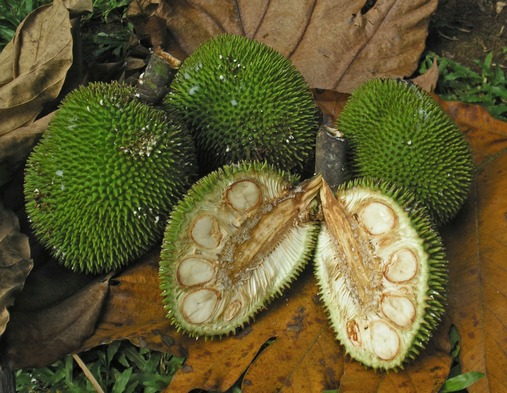
Насіння хлібного дерева
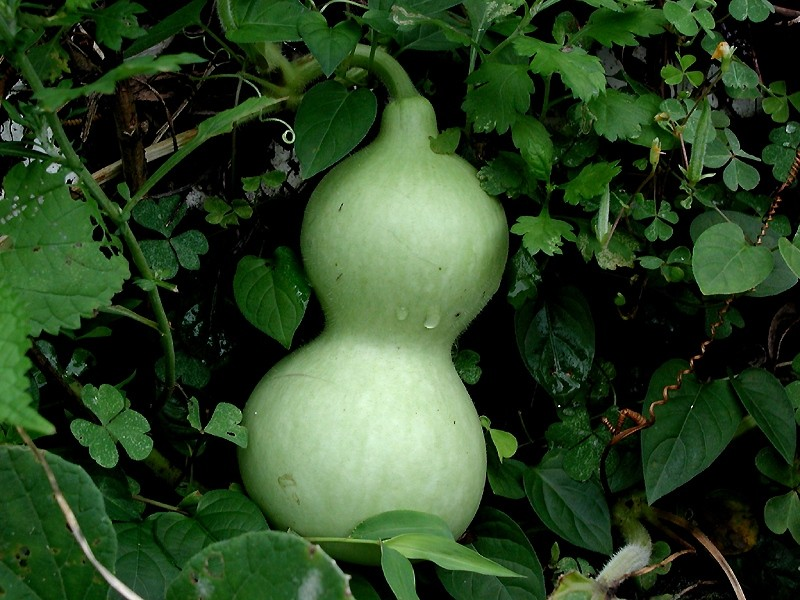
Калебаси
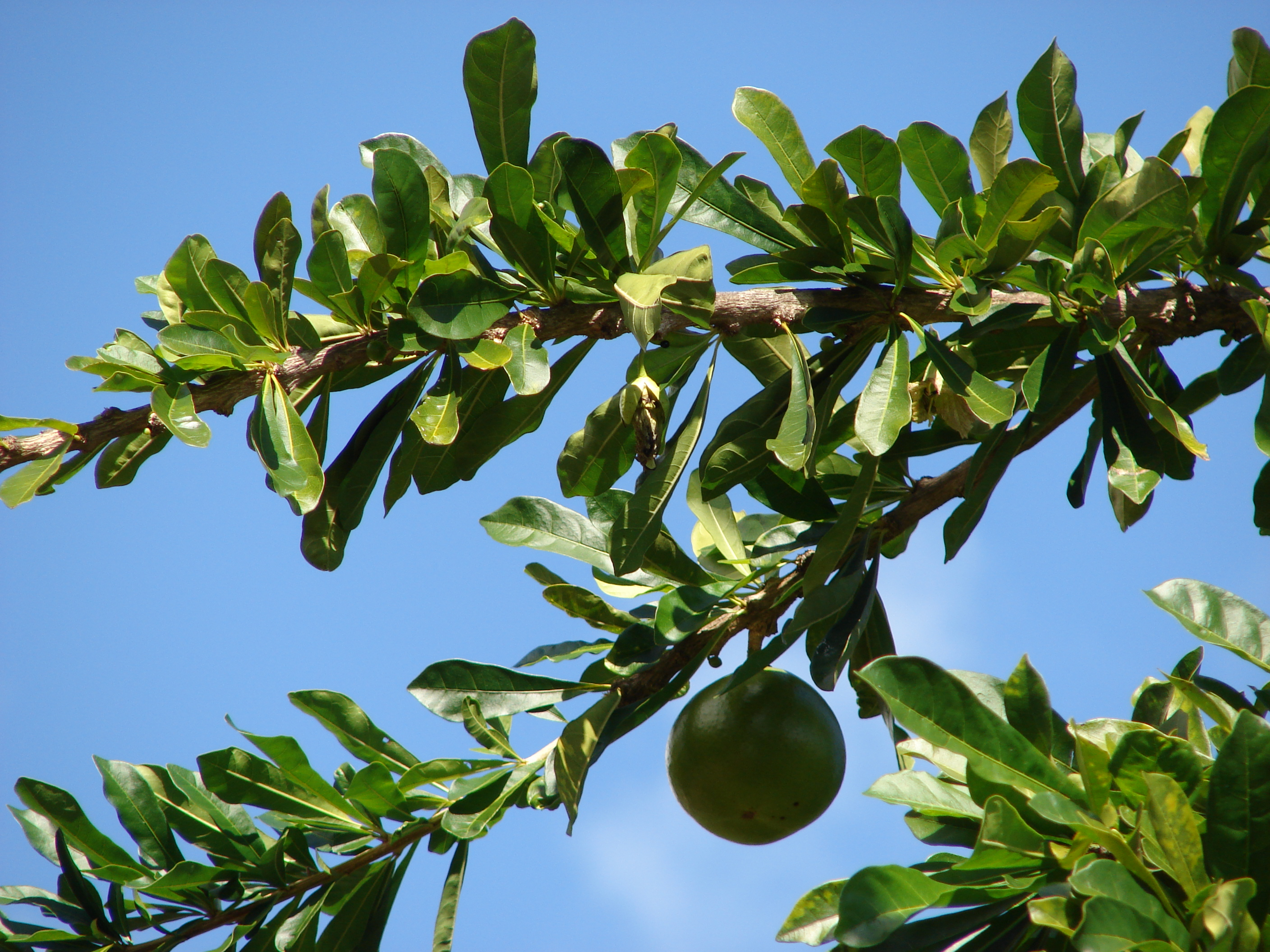
Калебаса (дерево)
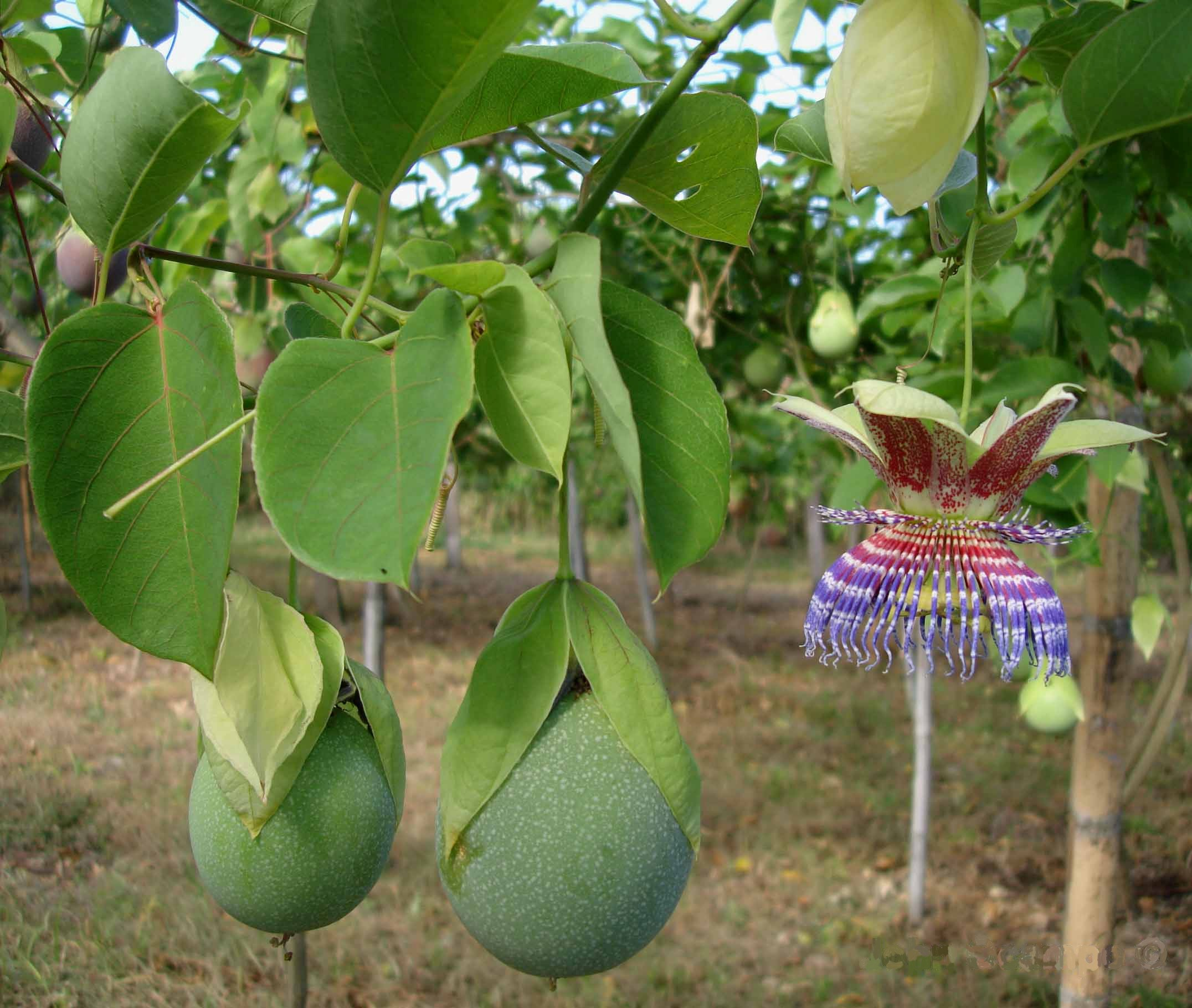
Солодкі калебаси
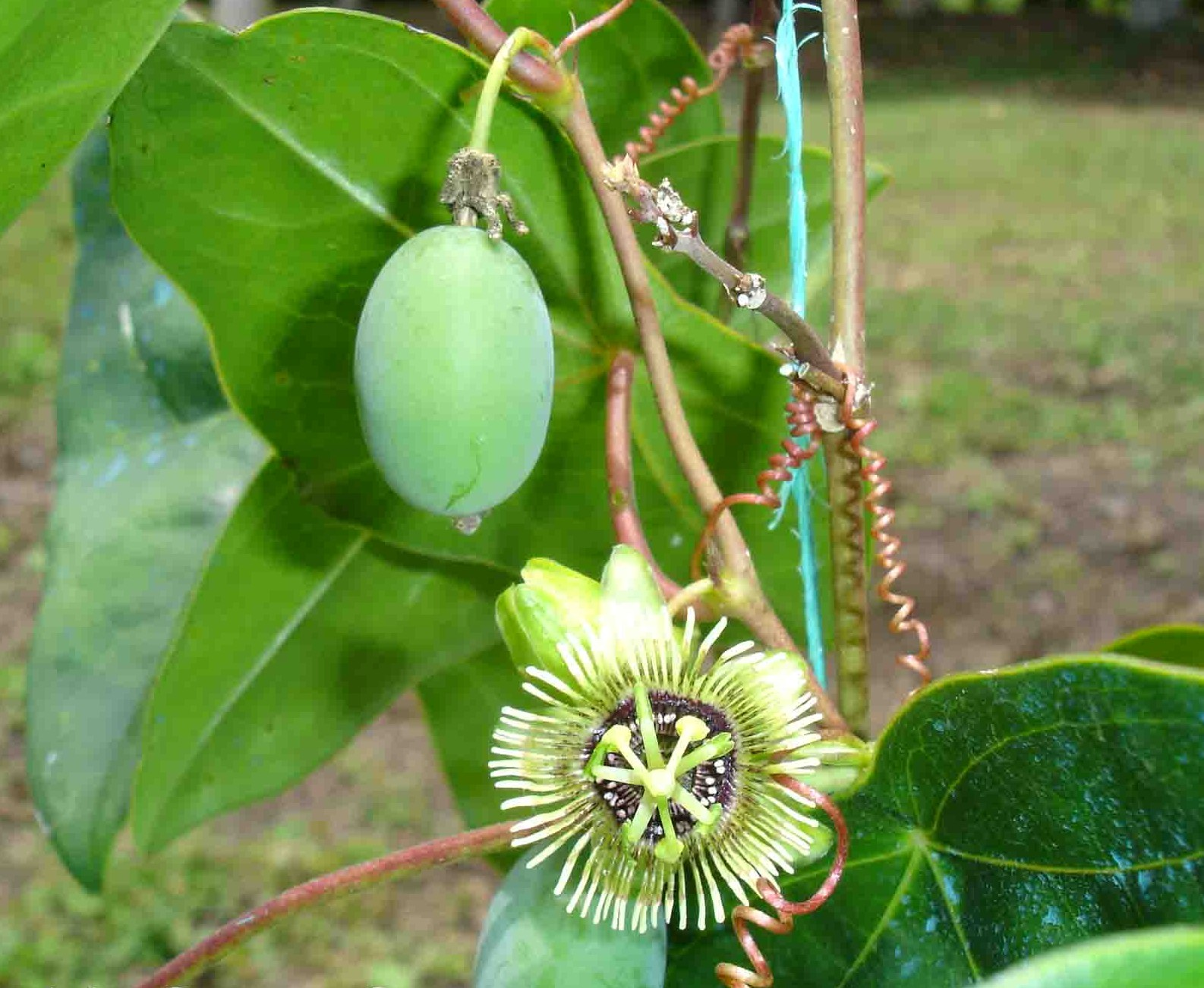
Дикі солодкі калебаси
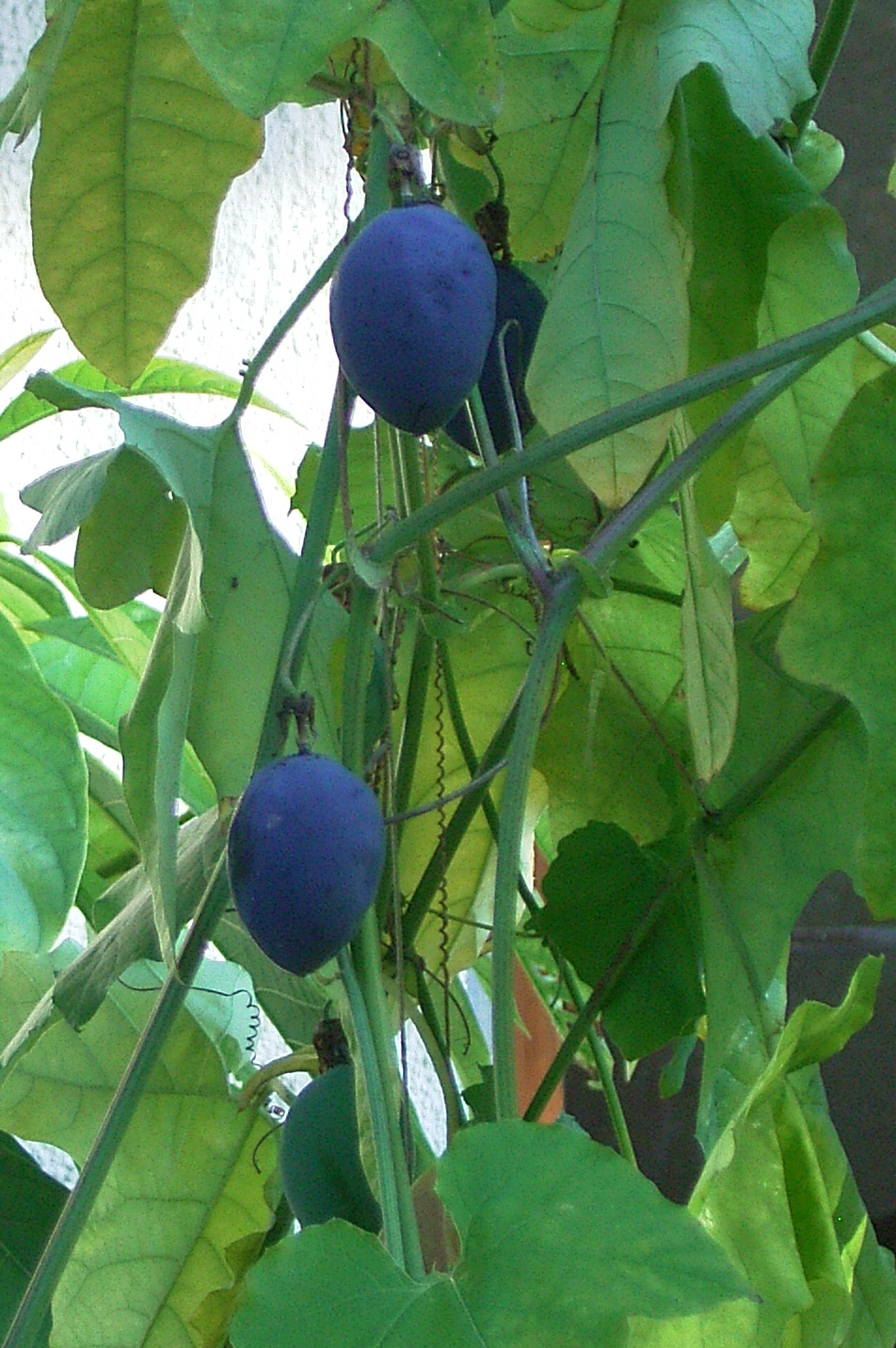
Сині солодкі калебаси
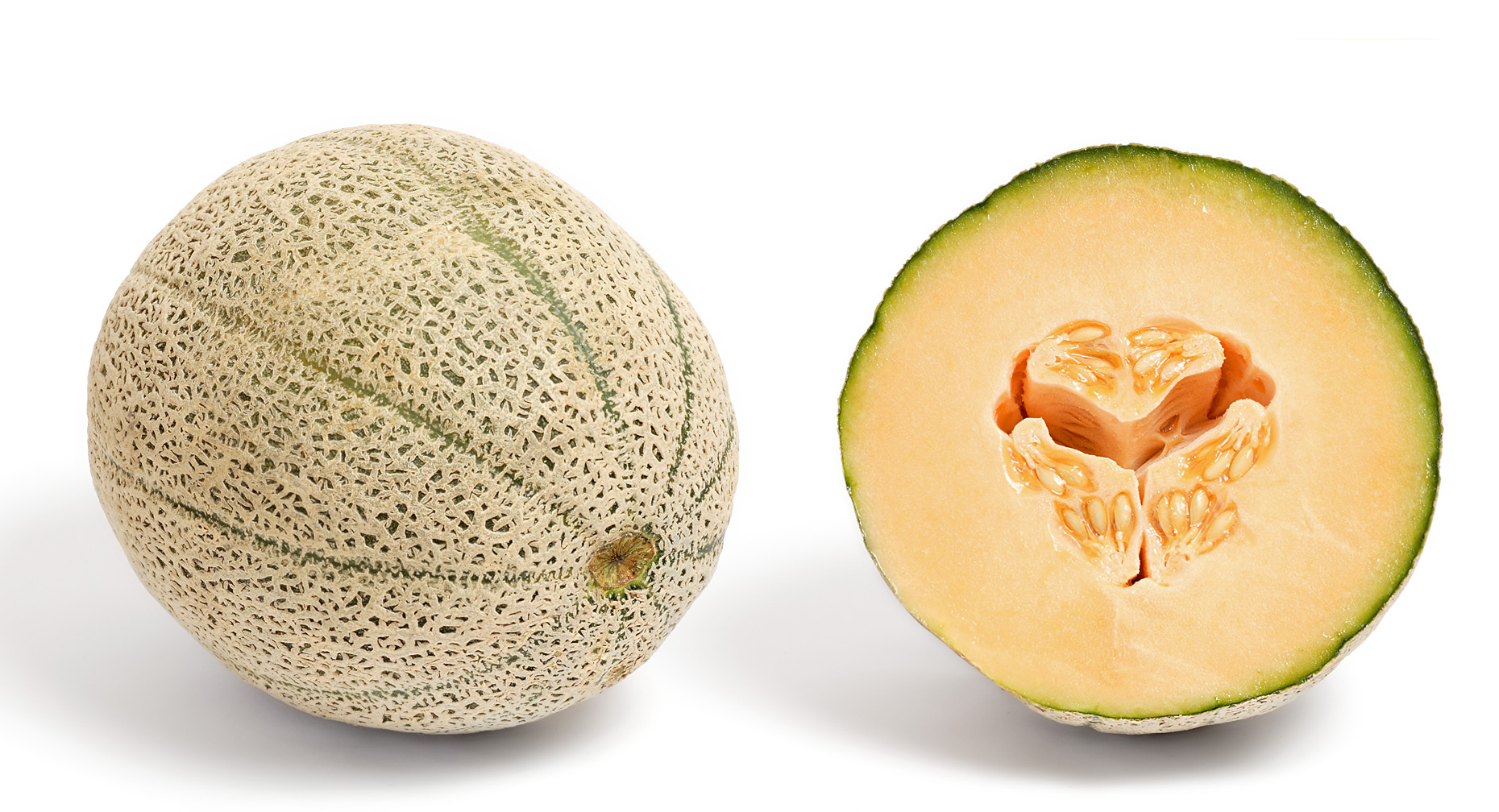
Канталуп
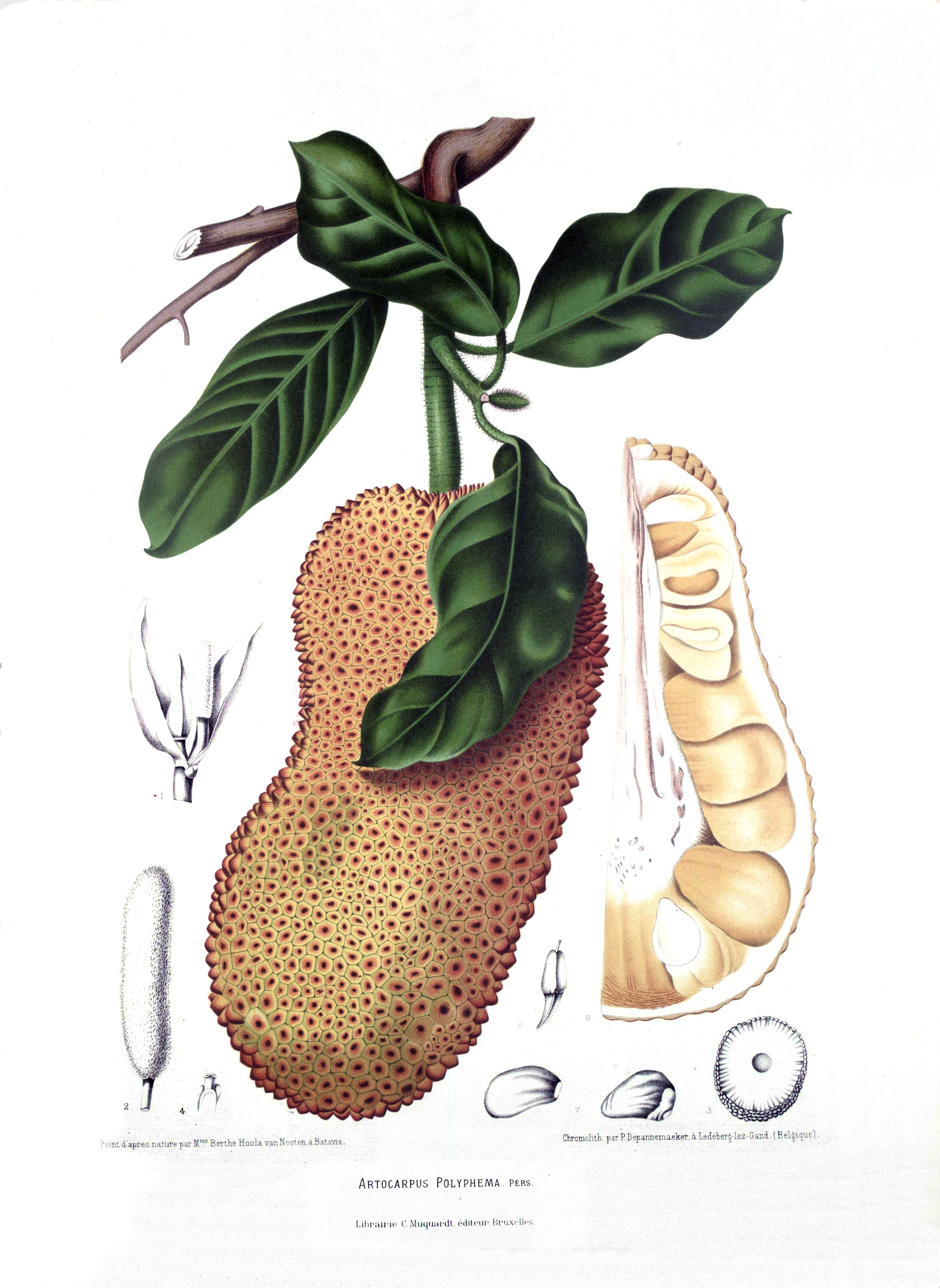
Чемпедак (Cempedak)
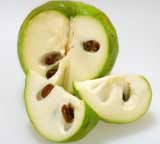
Черімоя
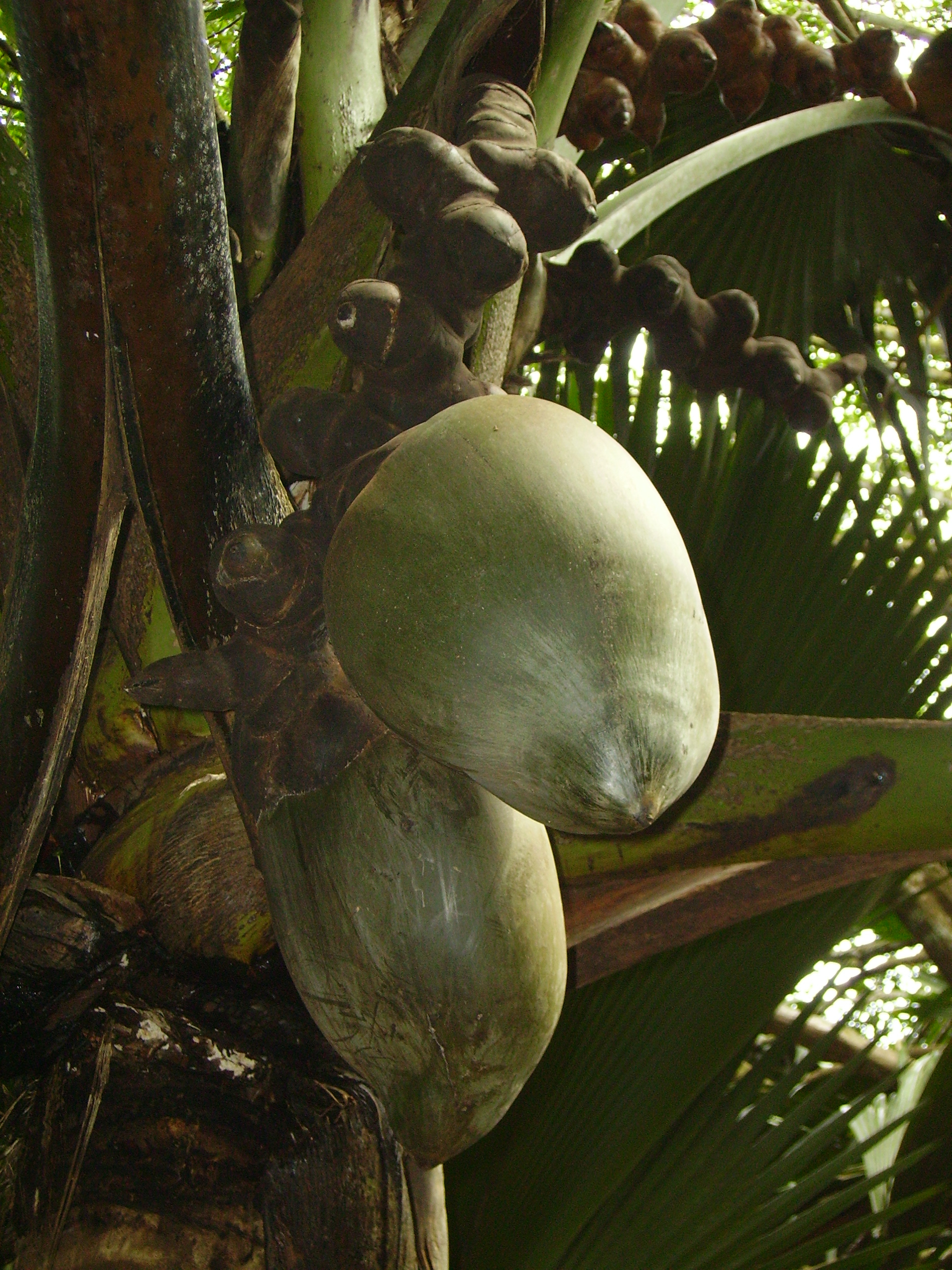
Кокоси сейшельської пальми
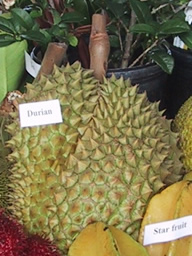
Дуріан
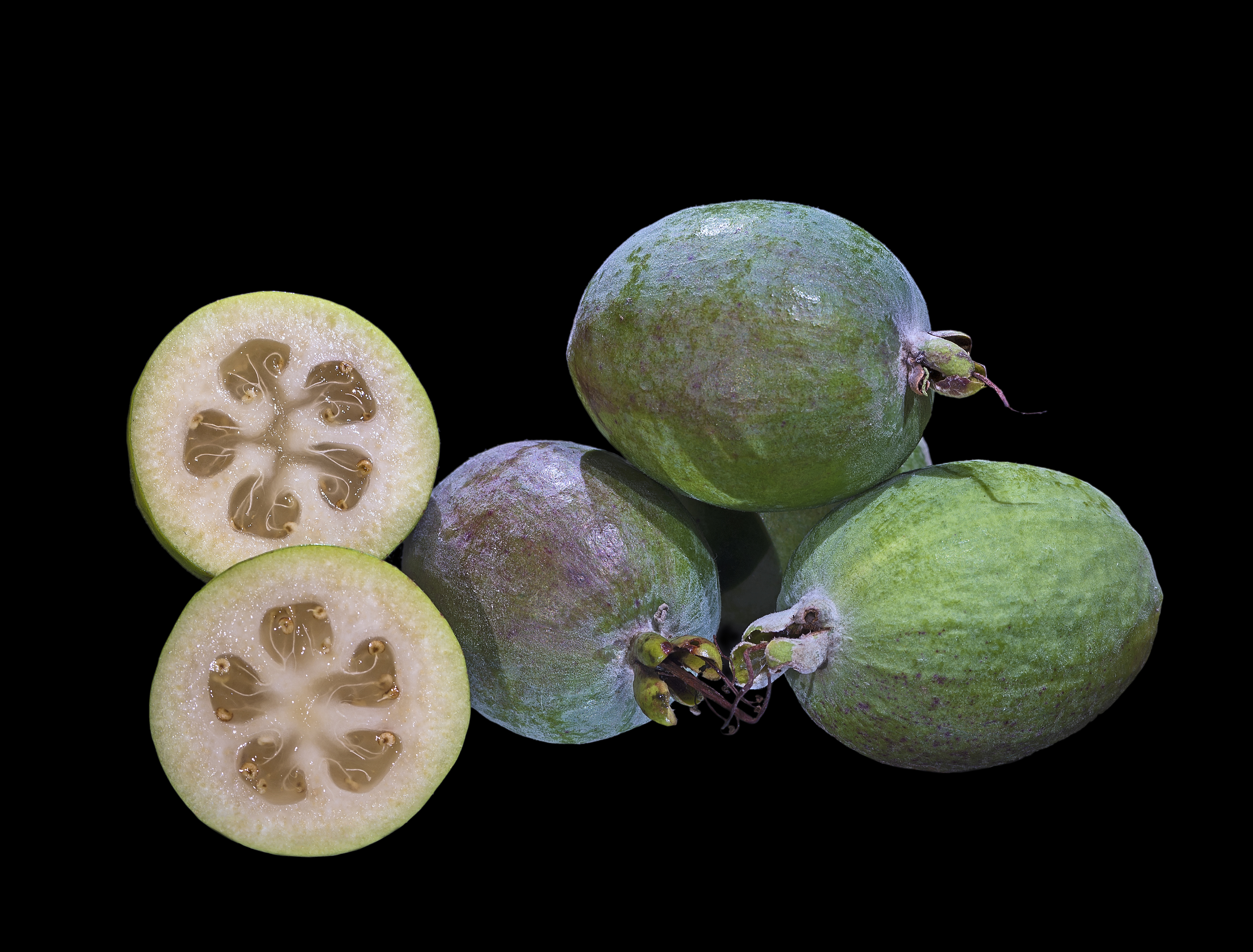
Фейхоа
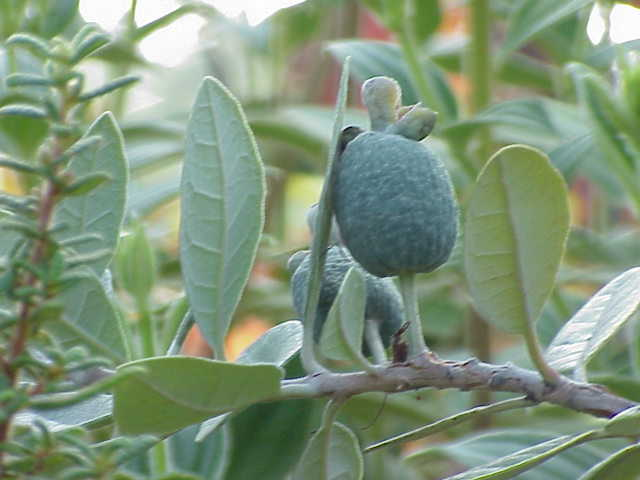
Фейхоа
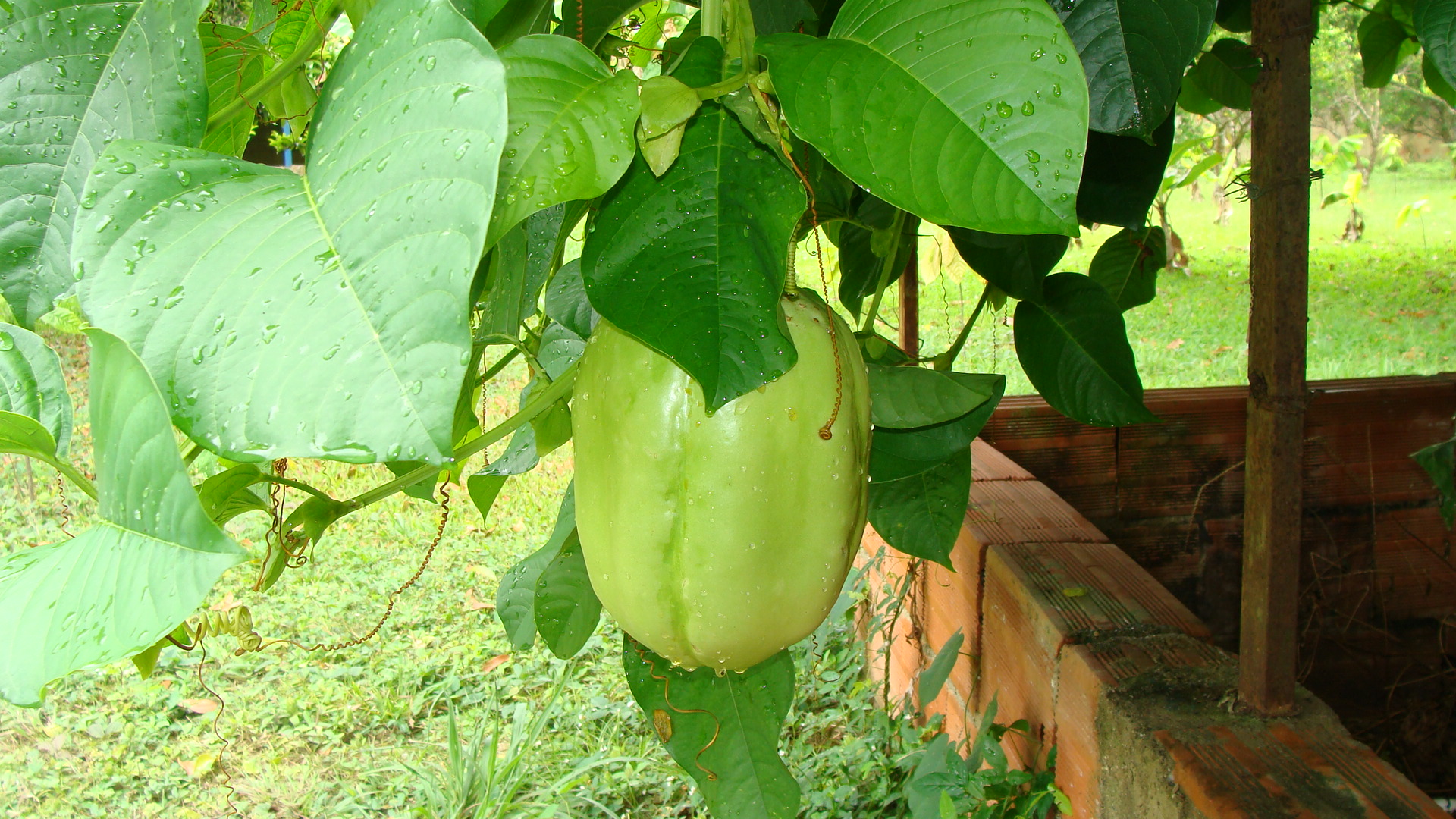
Маракуя
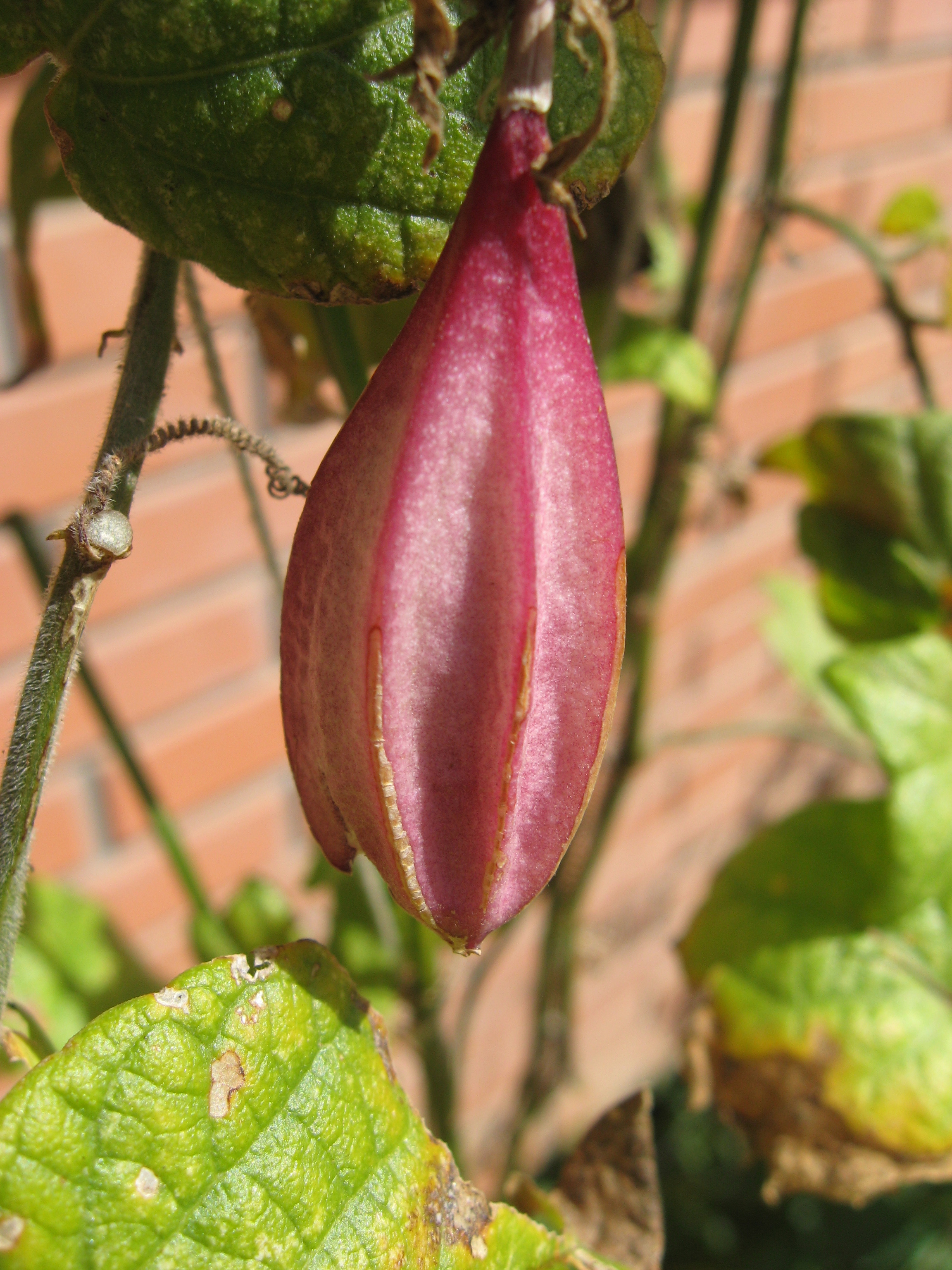
Червона гранаділа
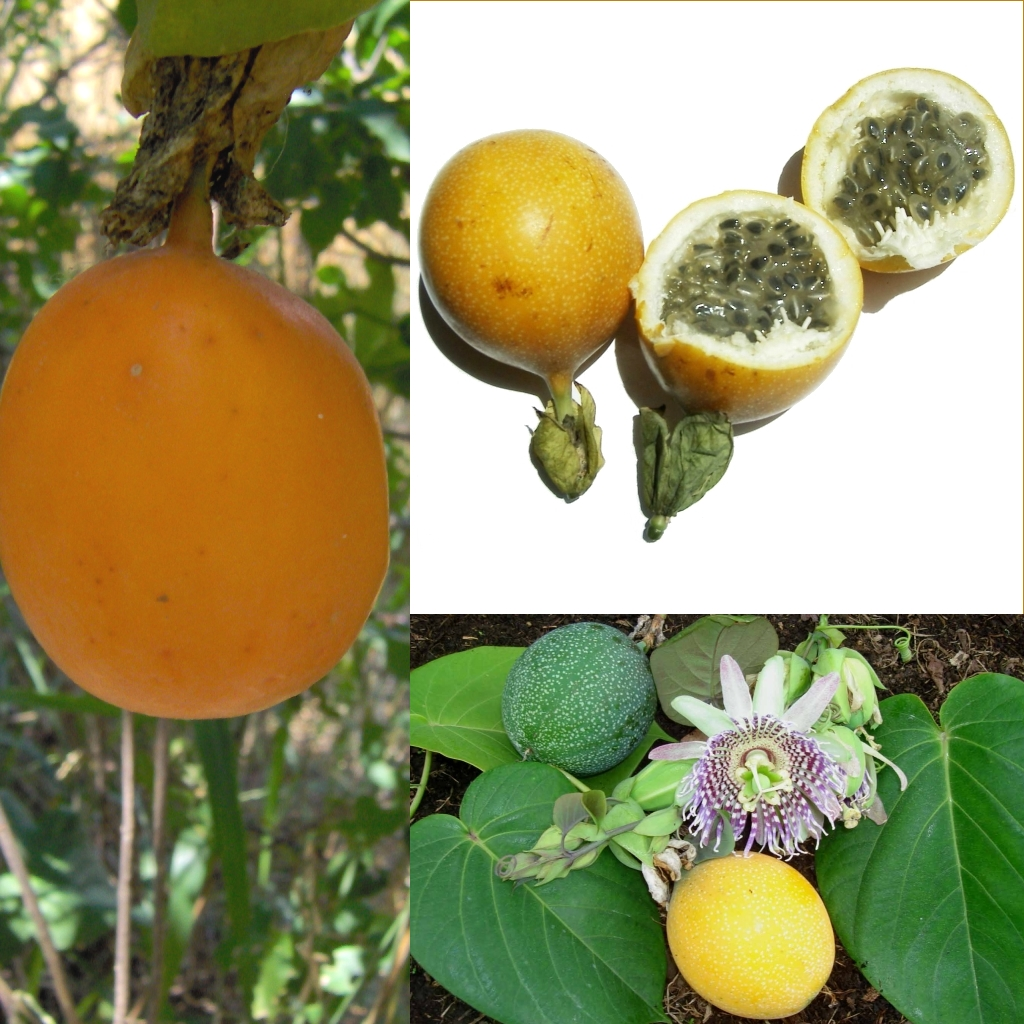
Солодка гранаділа
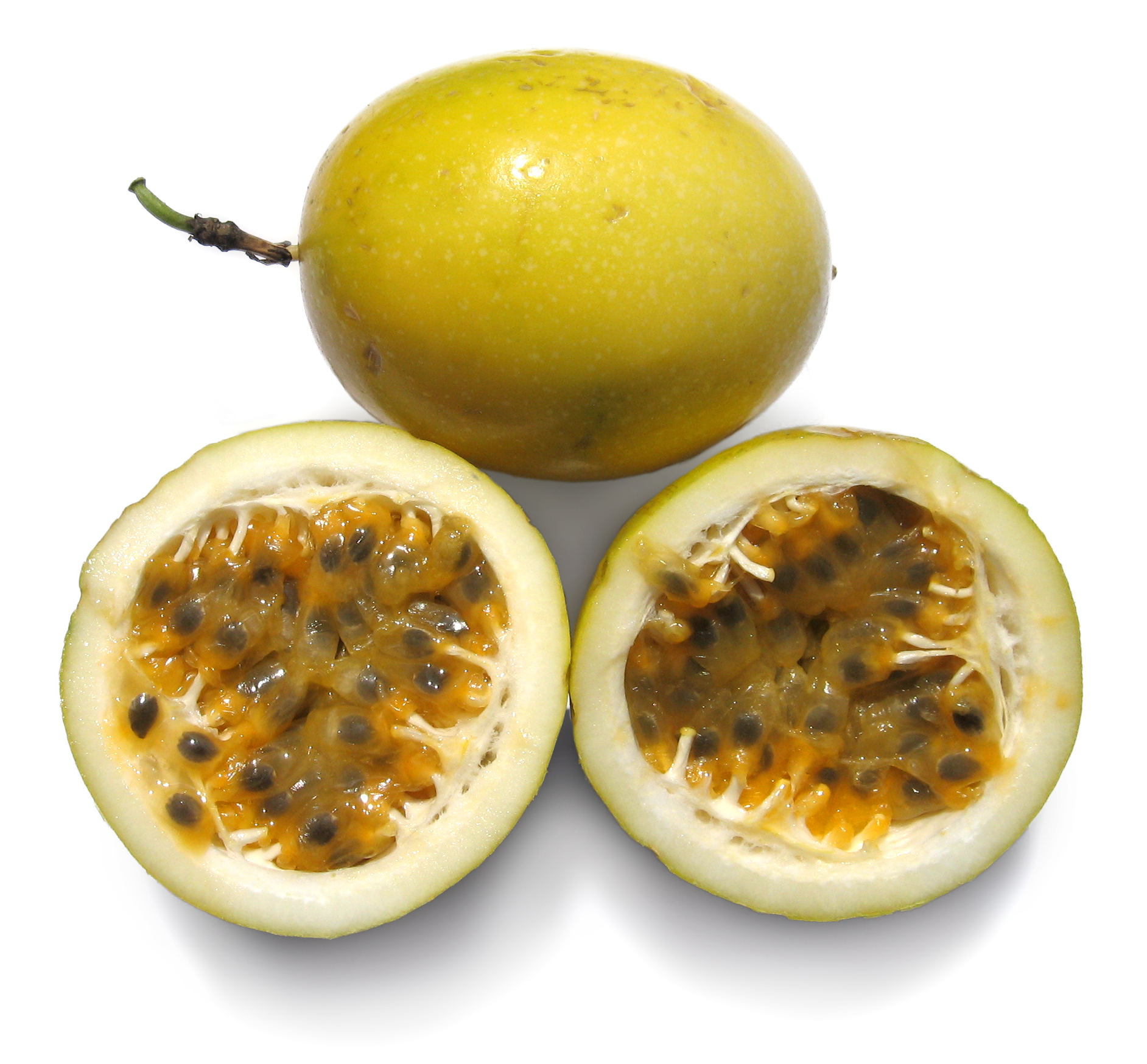
Жовта гранаділа
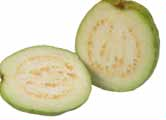
Гуава
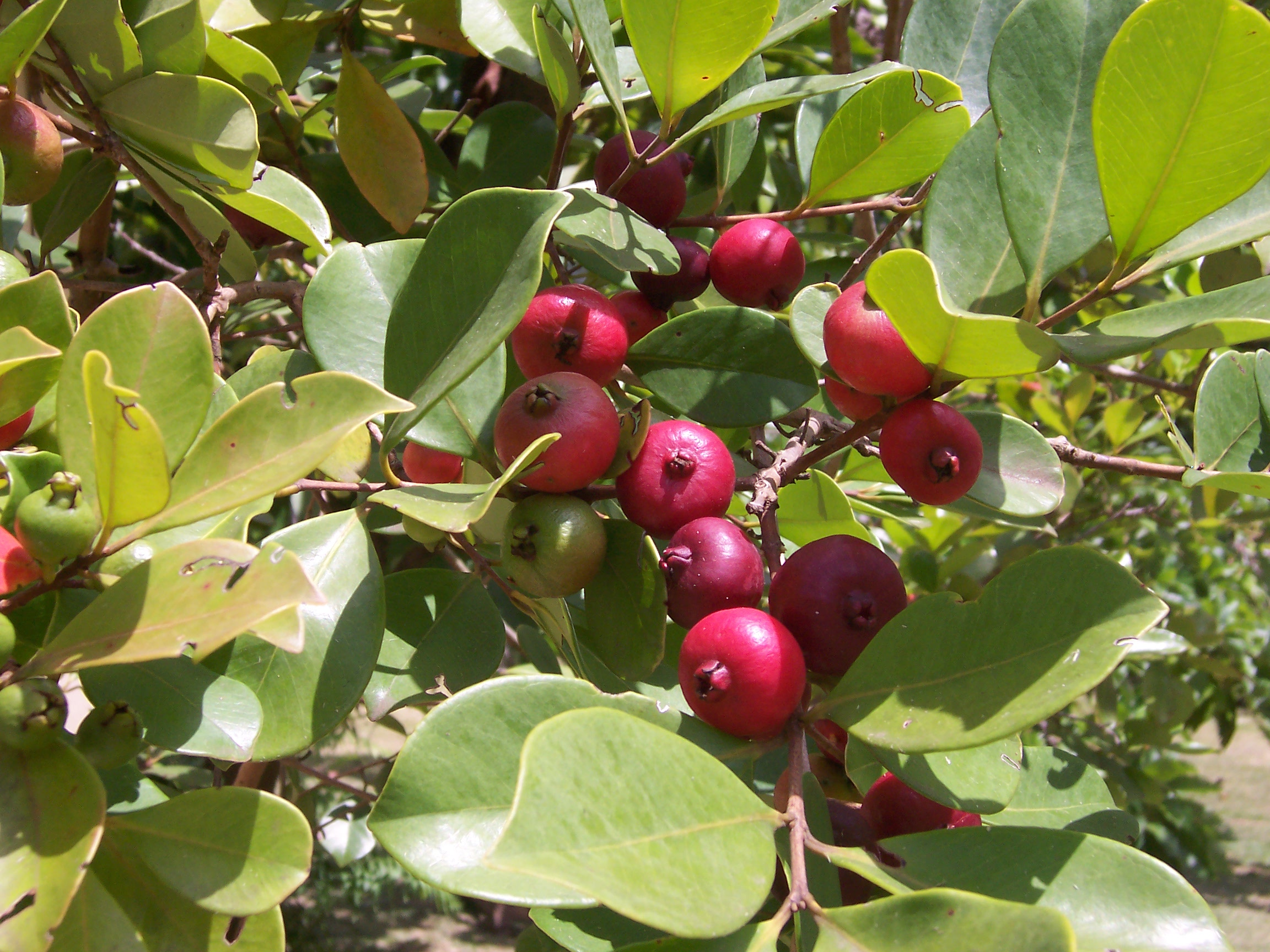
Рожева гуава
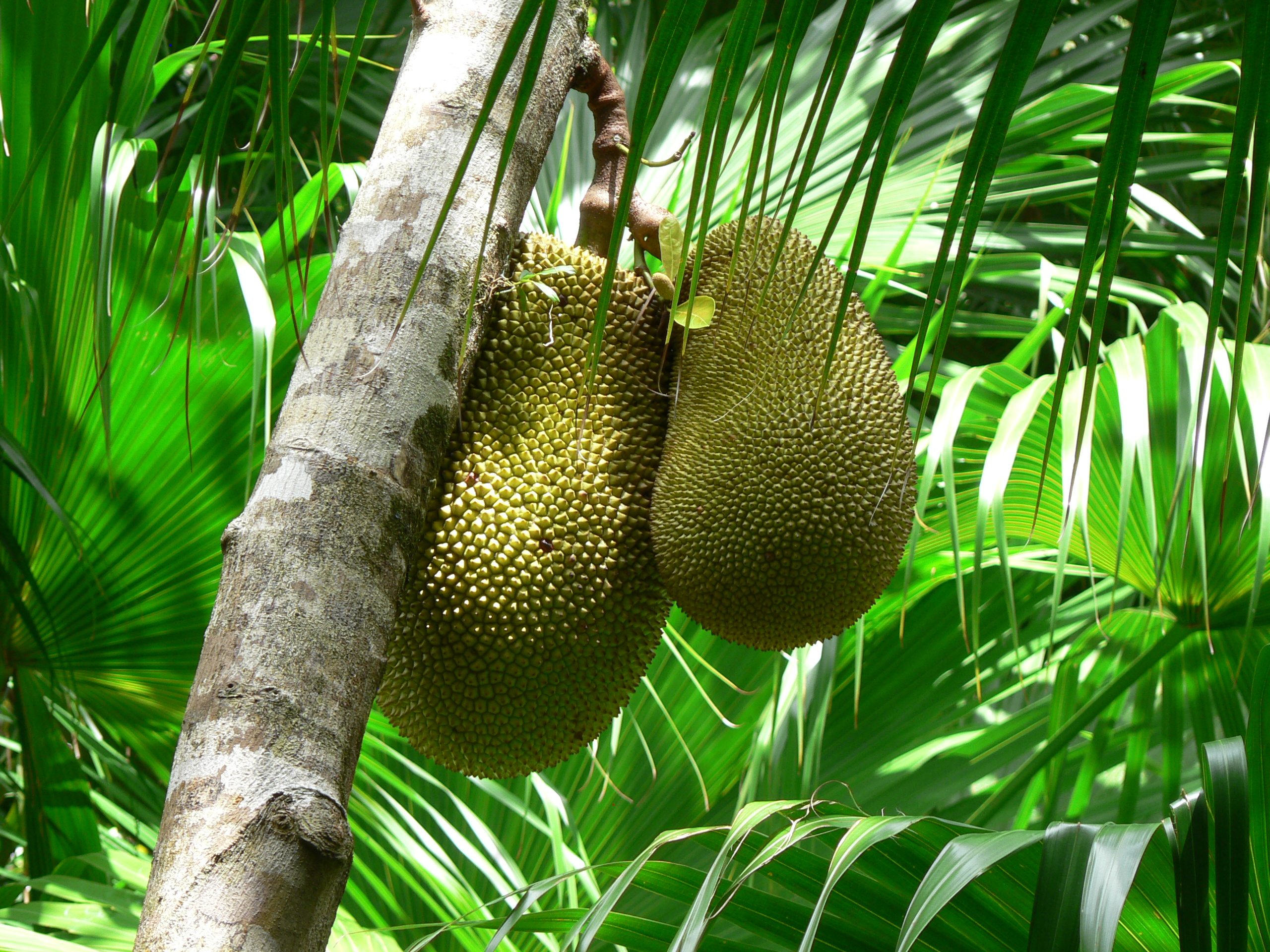
Jackfruits
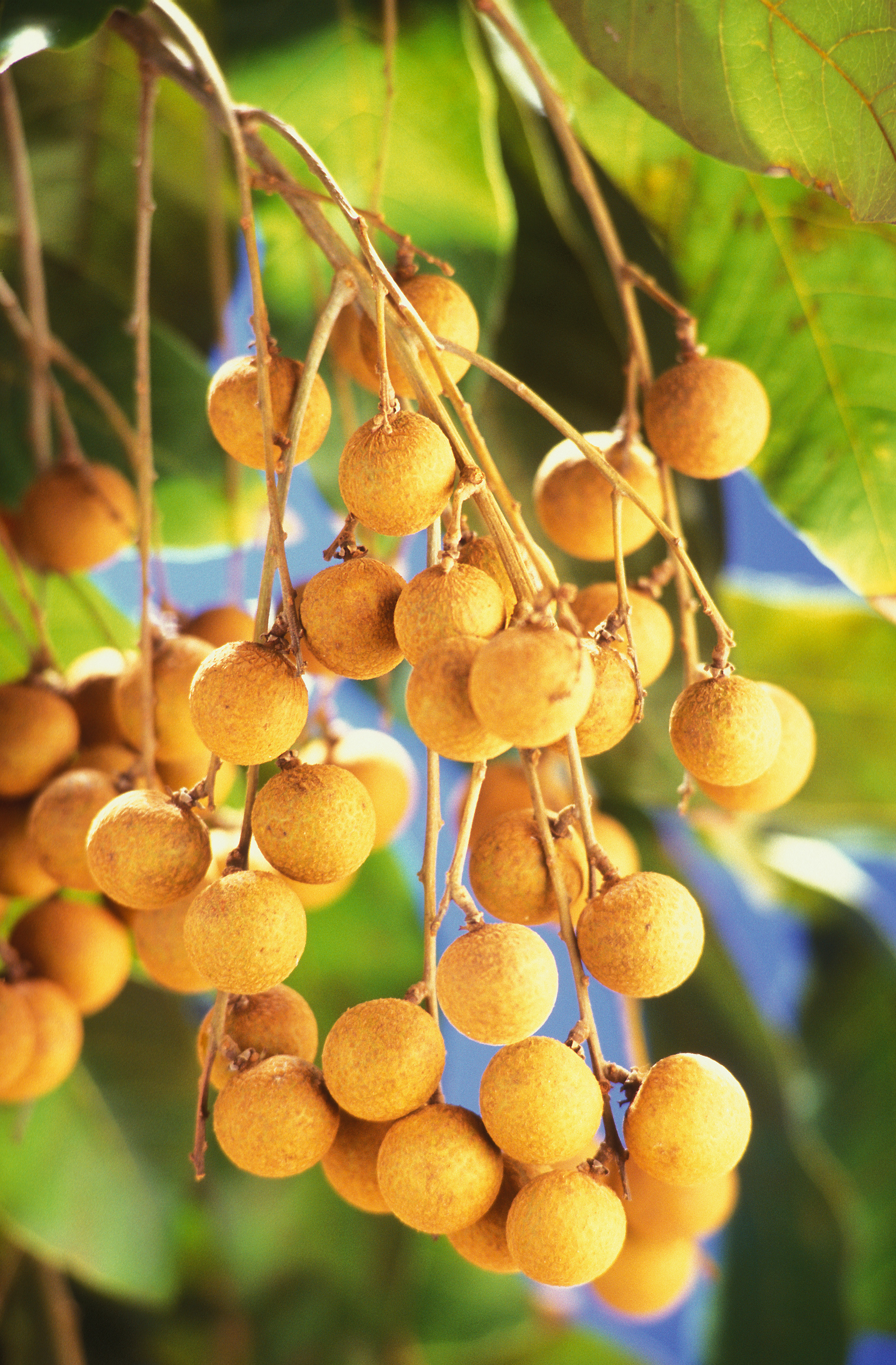
Лонган
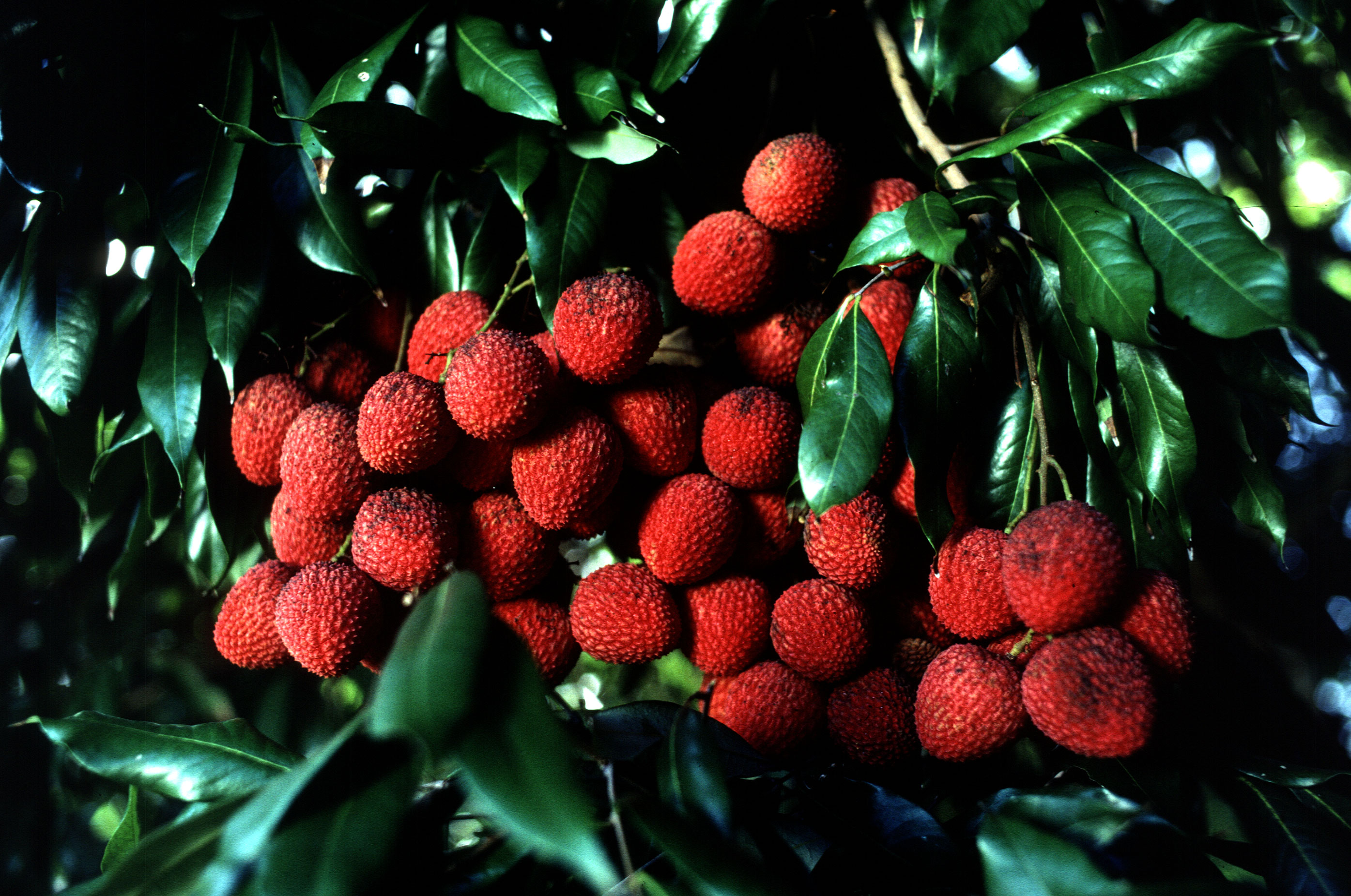
Ліджи
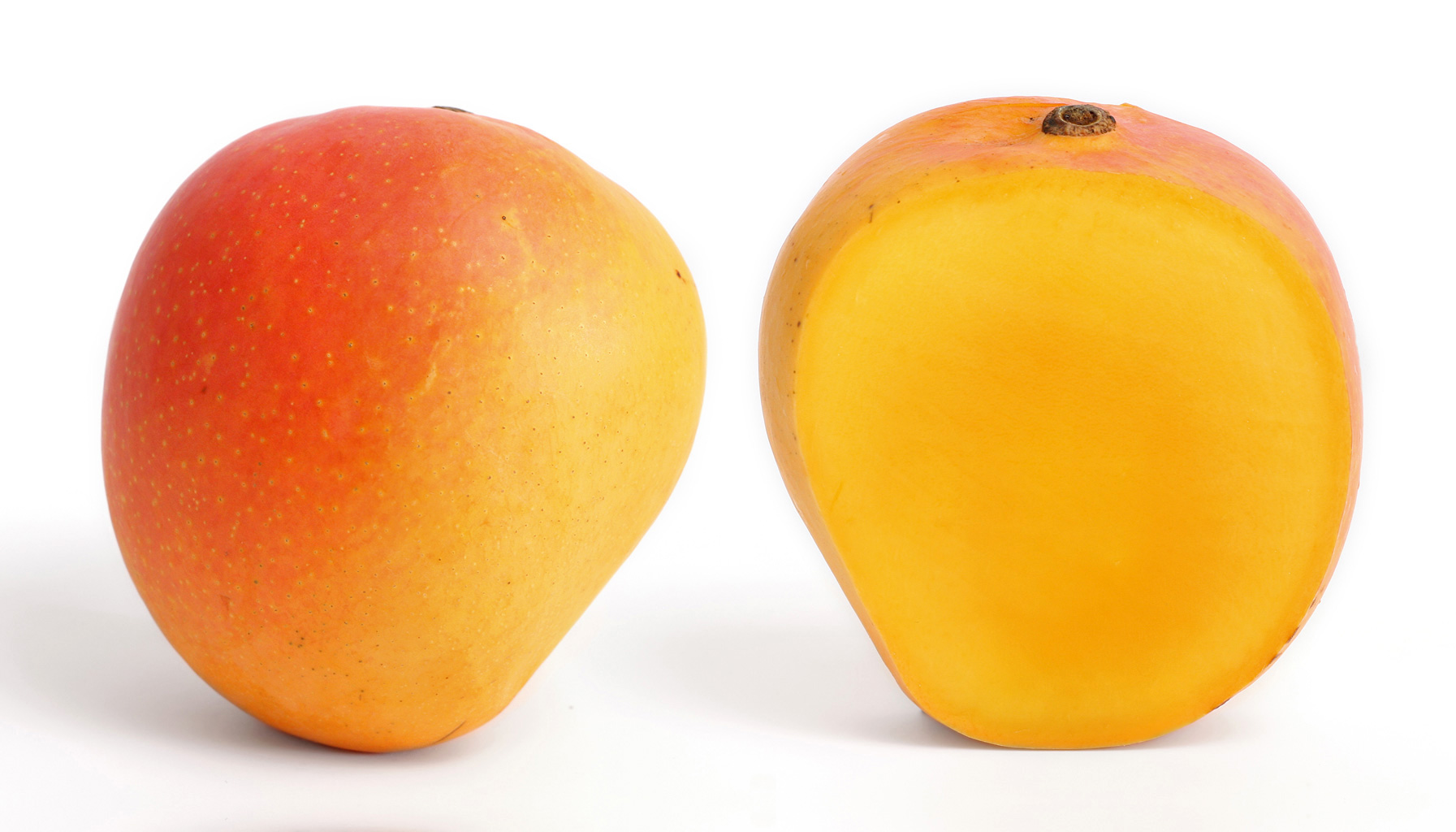
Манго
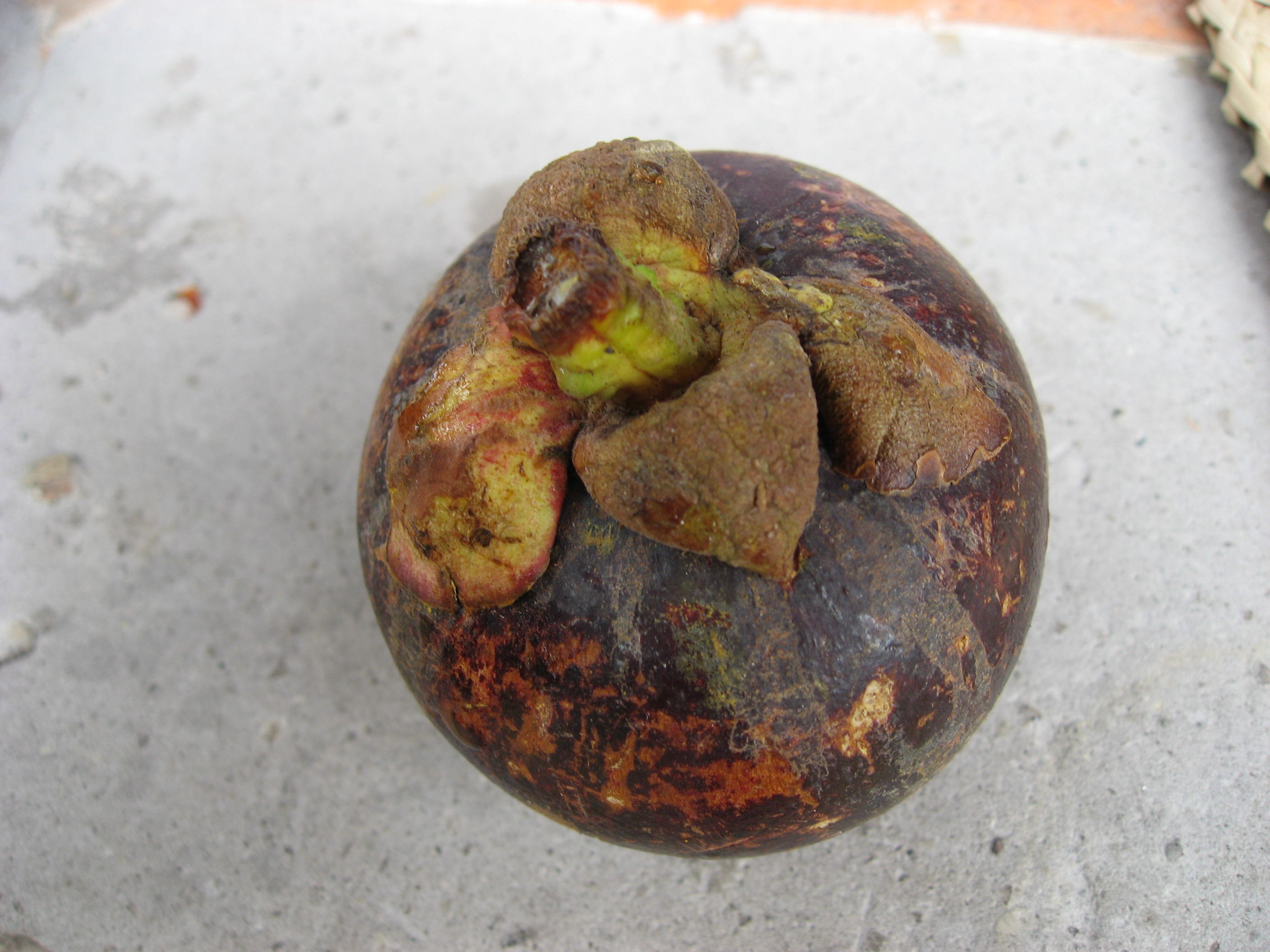
Мангостан
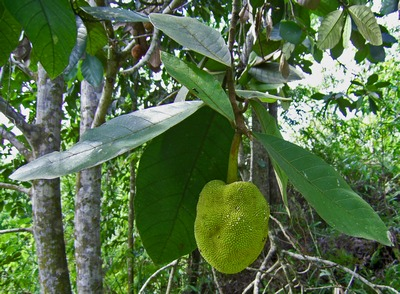
Маранг
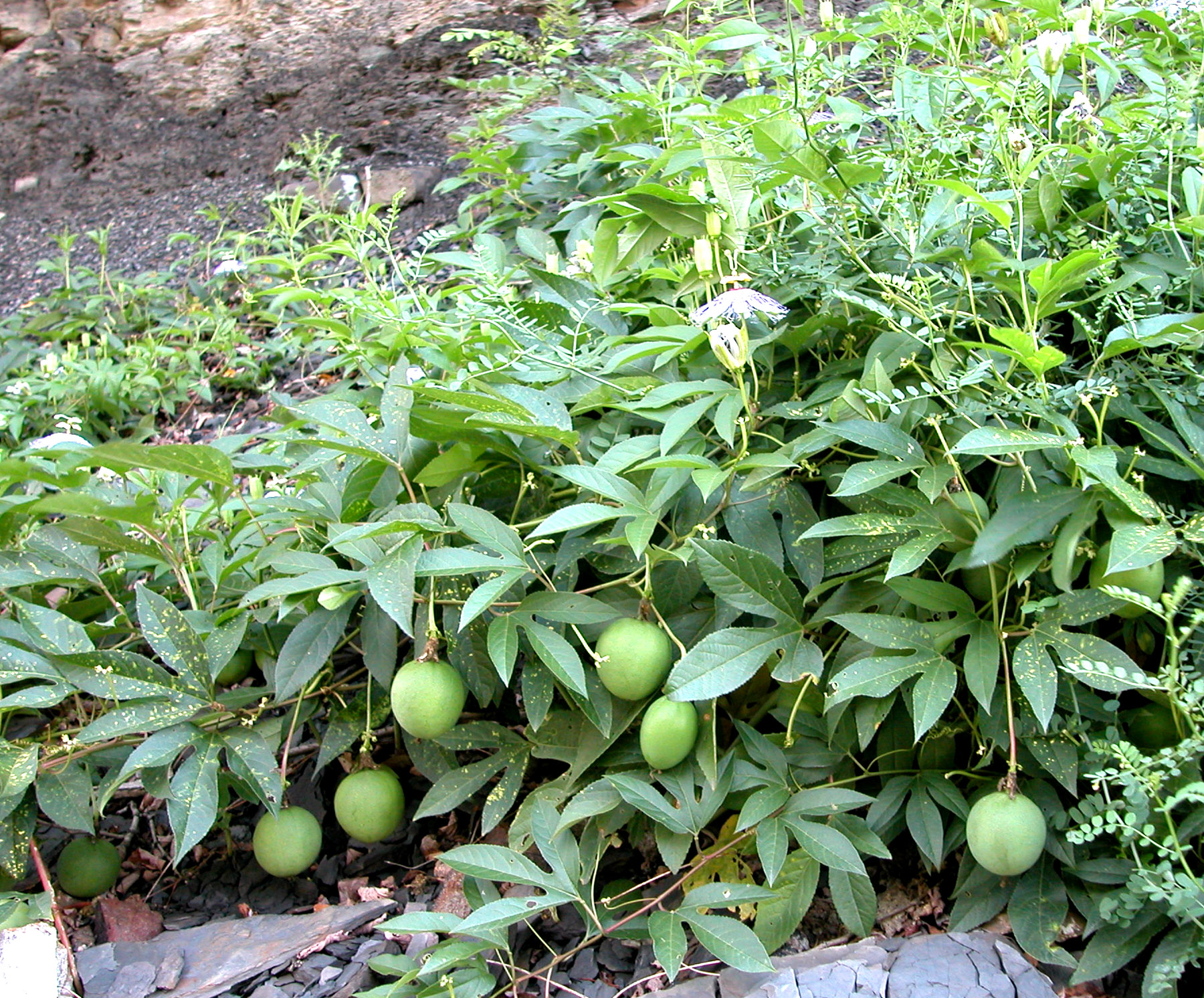
Maypop
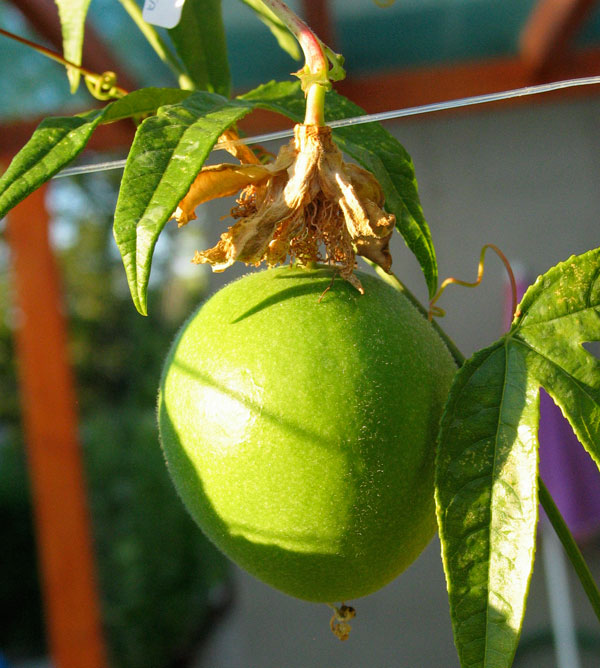
Maypop
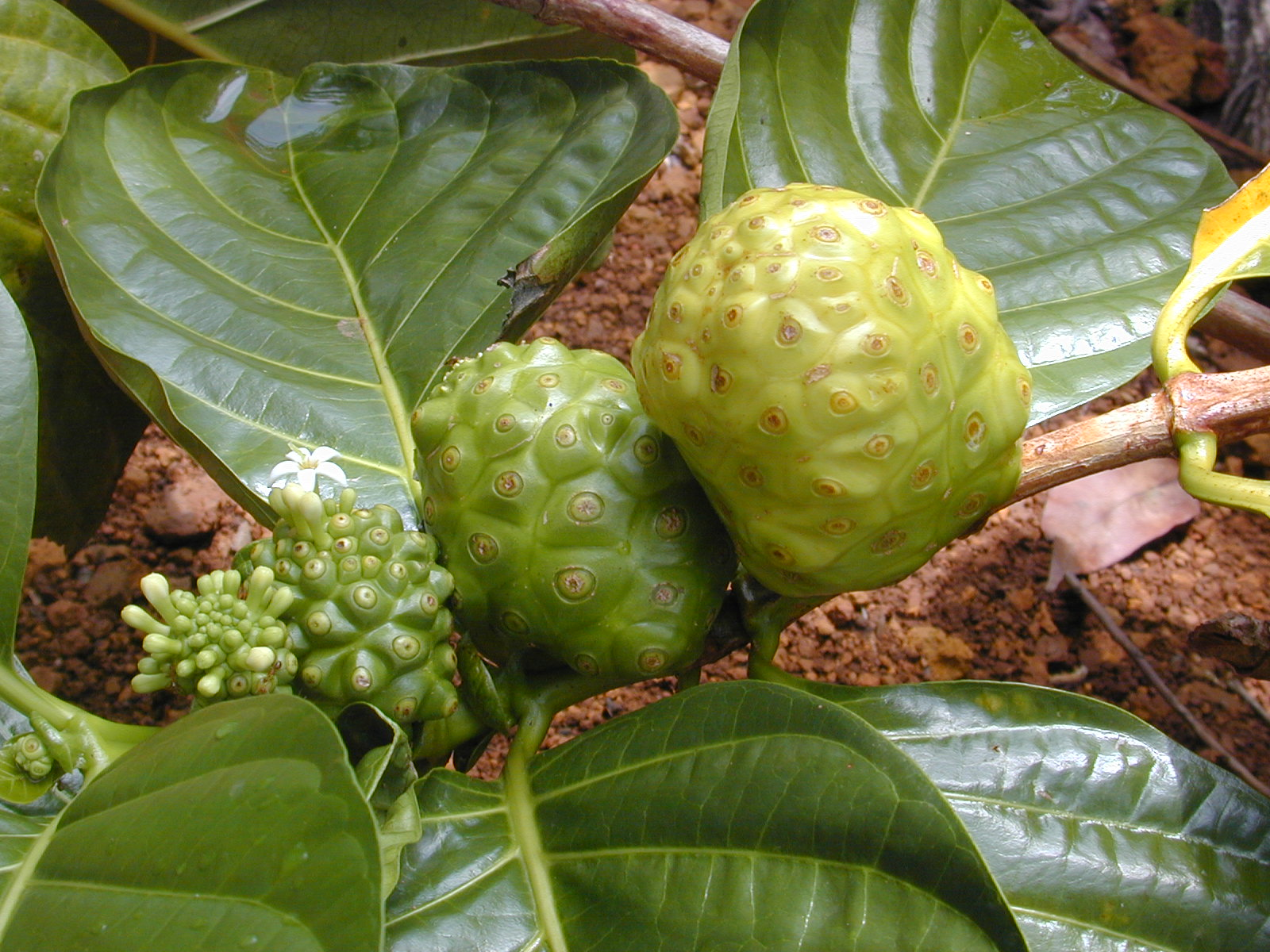
Mengkudu
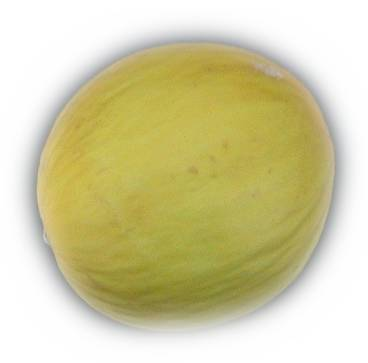
Диня Honeydew
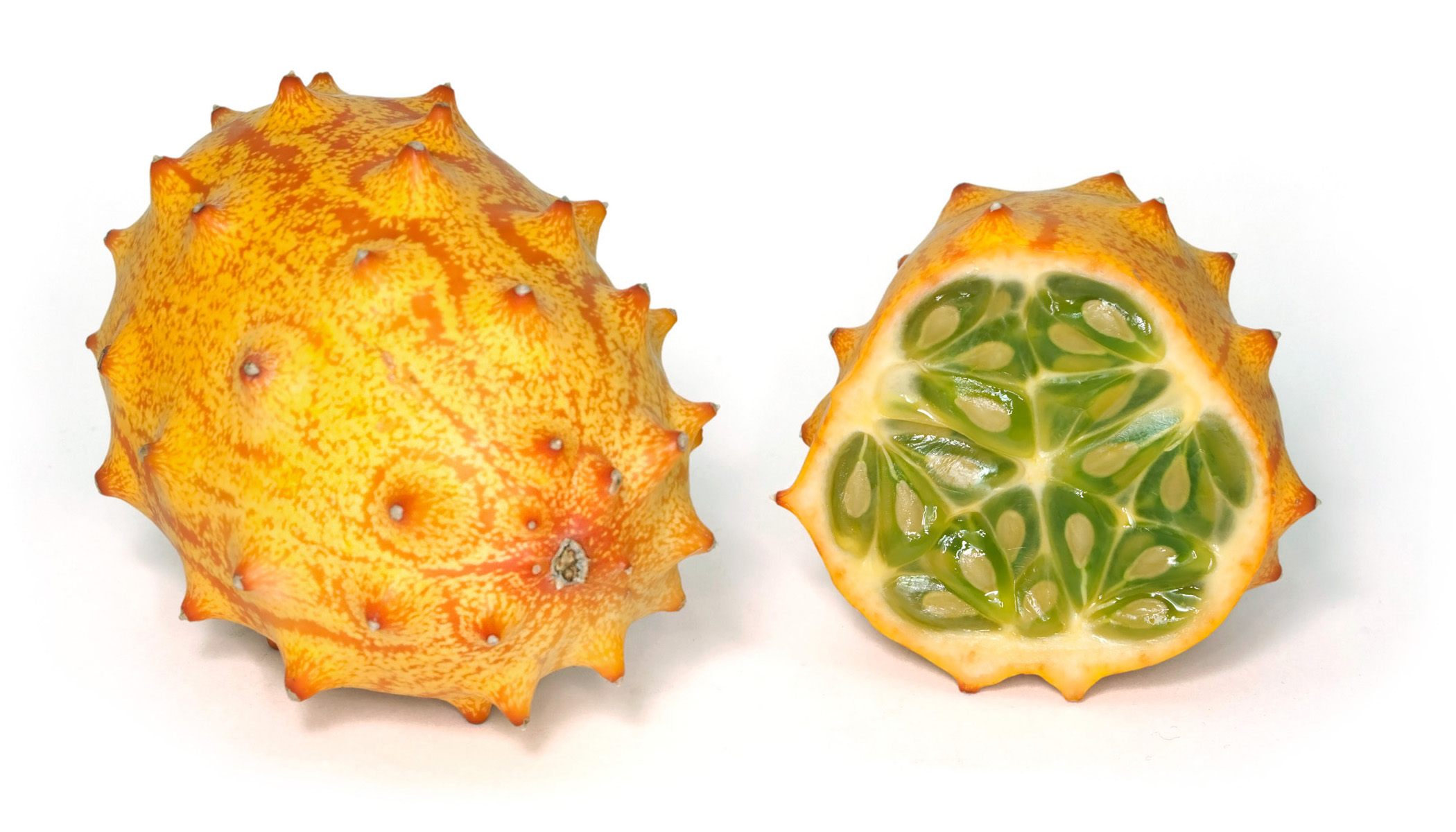
Рогата диня
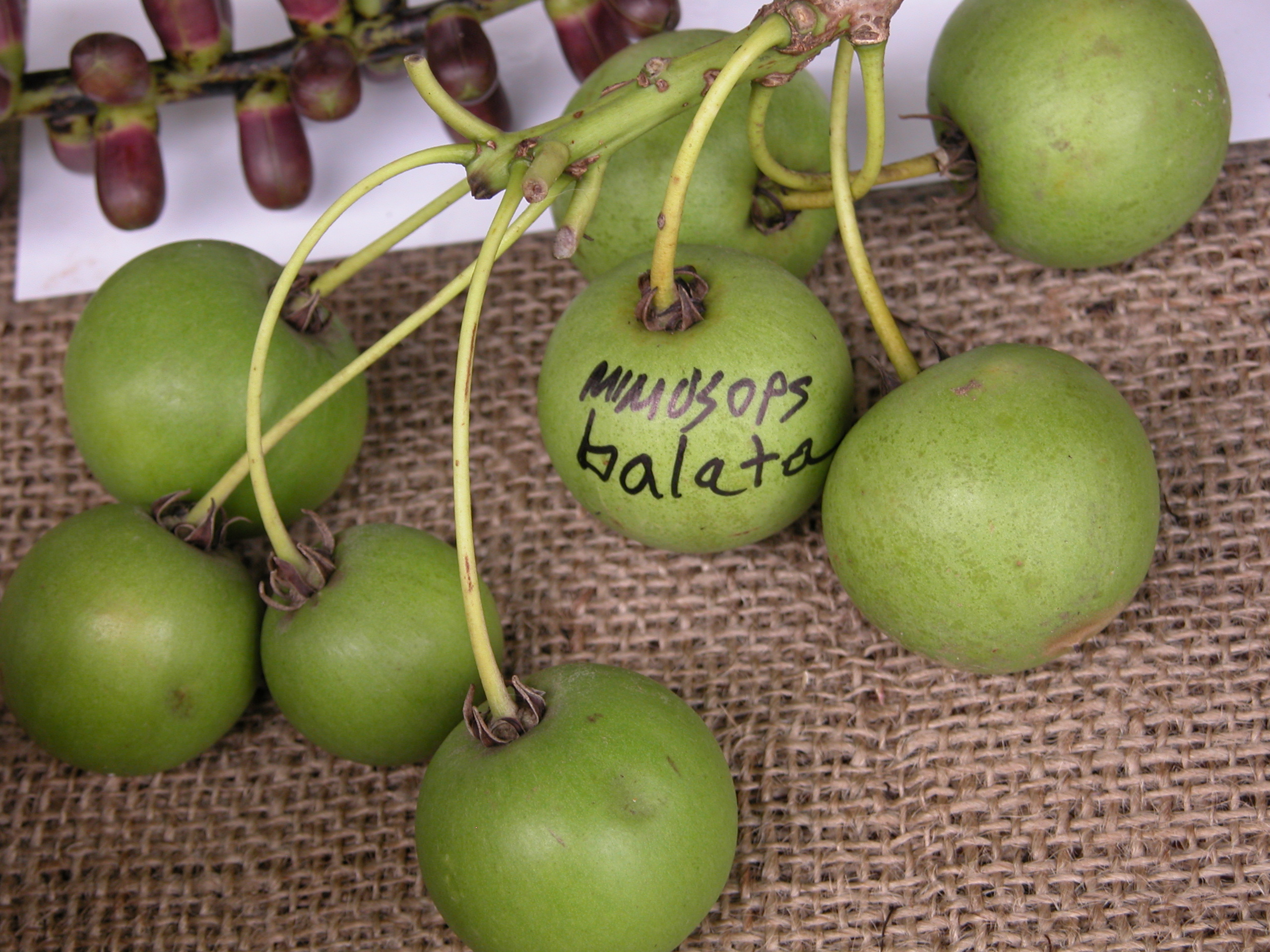
Mimusops Balata
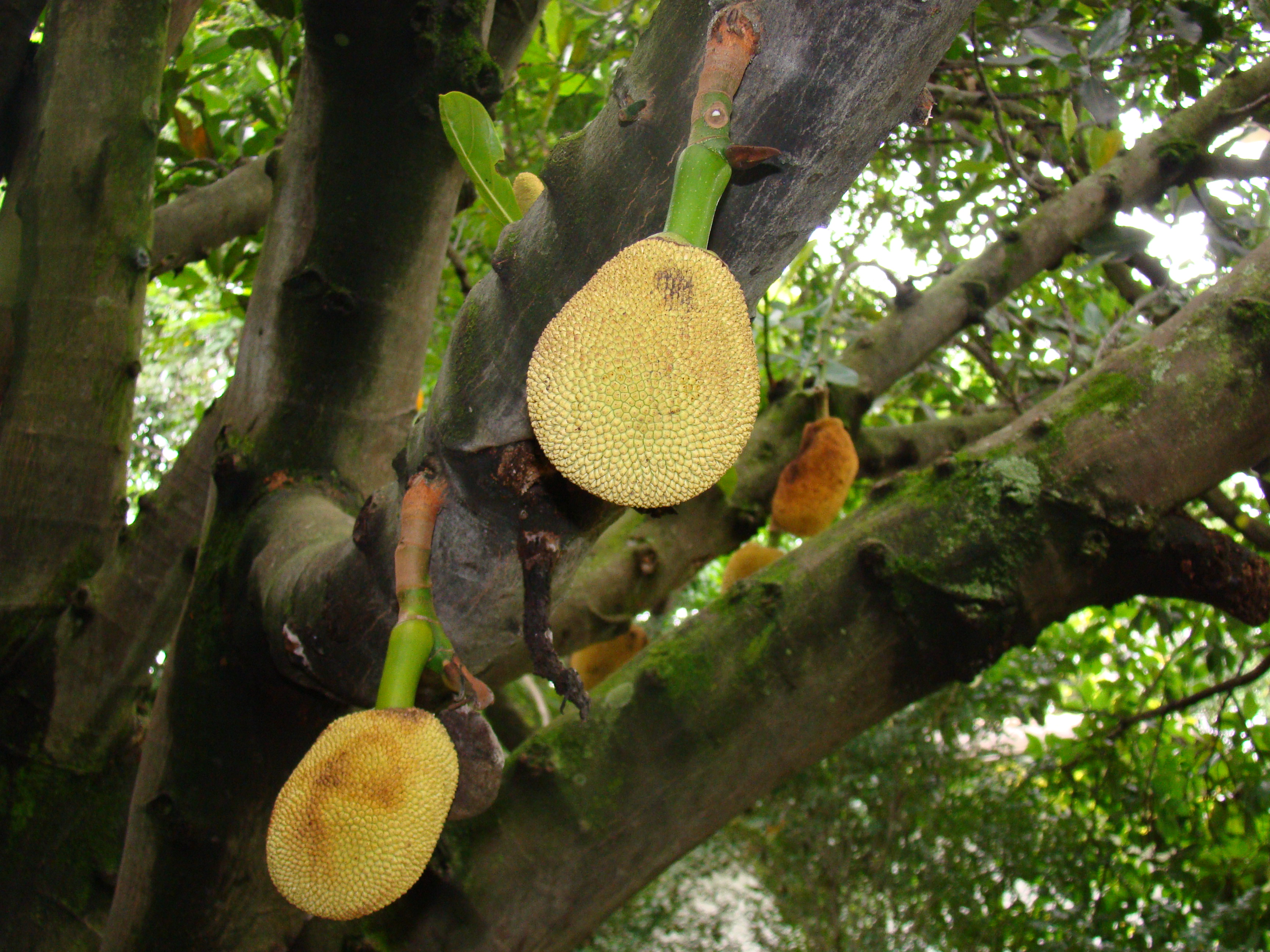
Артокарпус
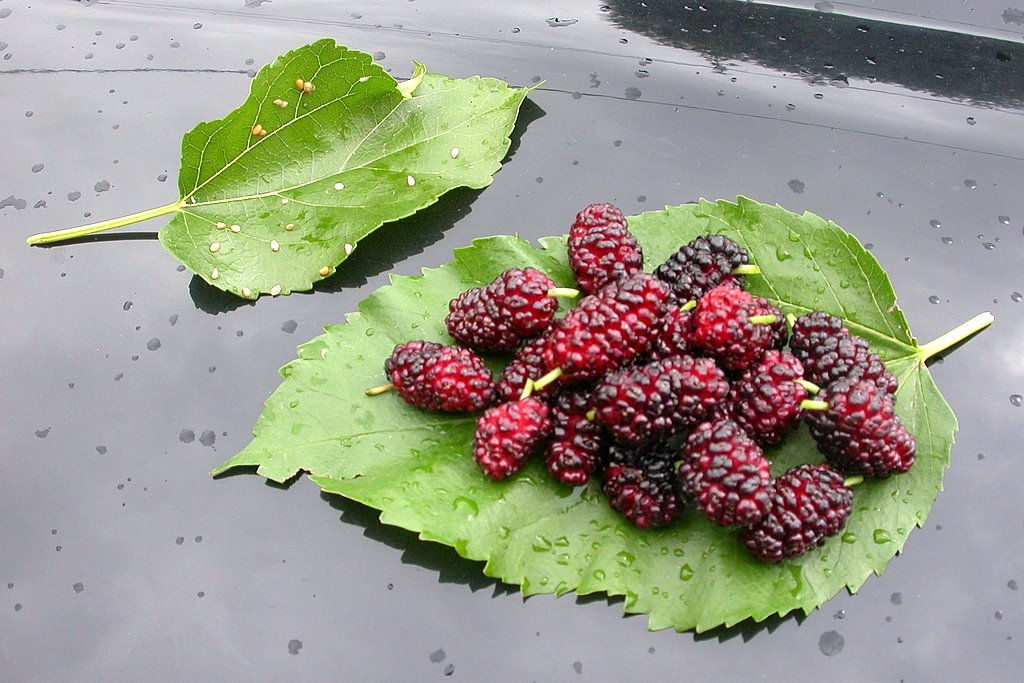
Шовковиця
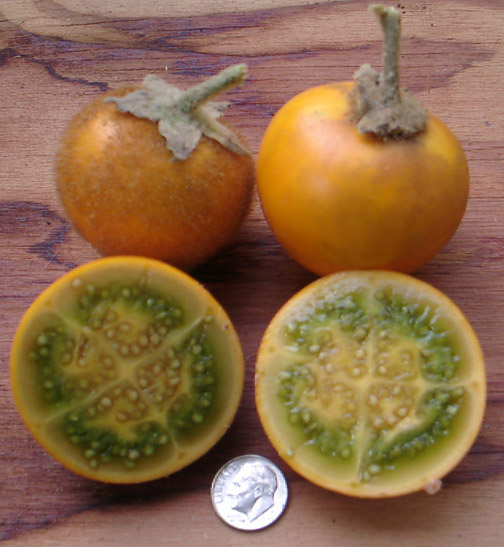
Наранхіла
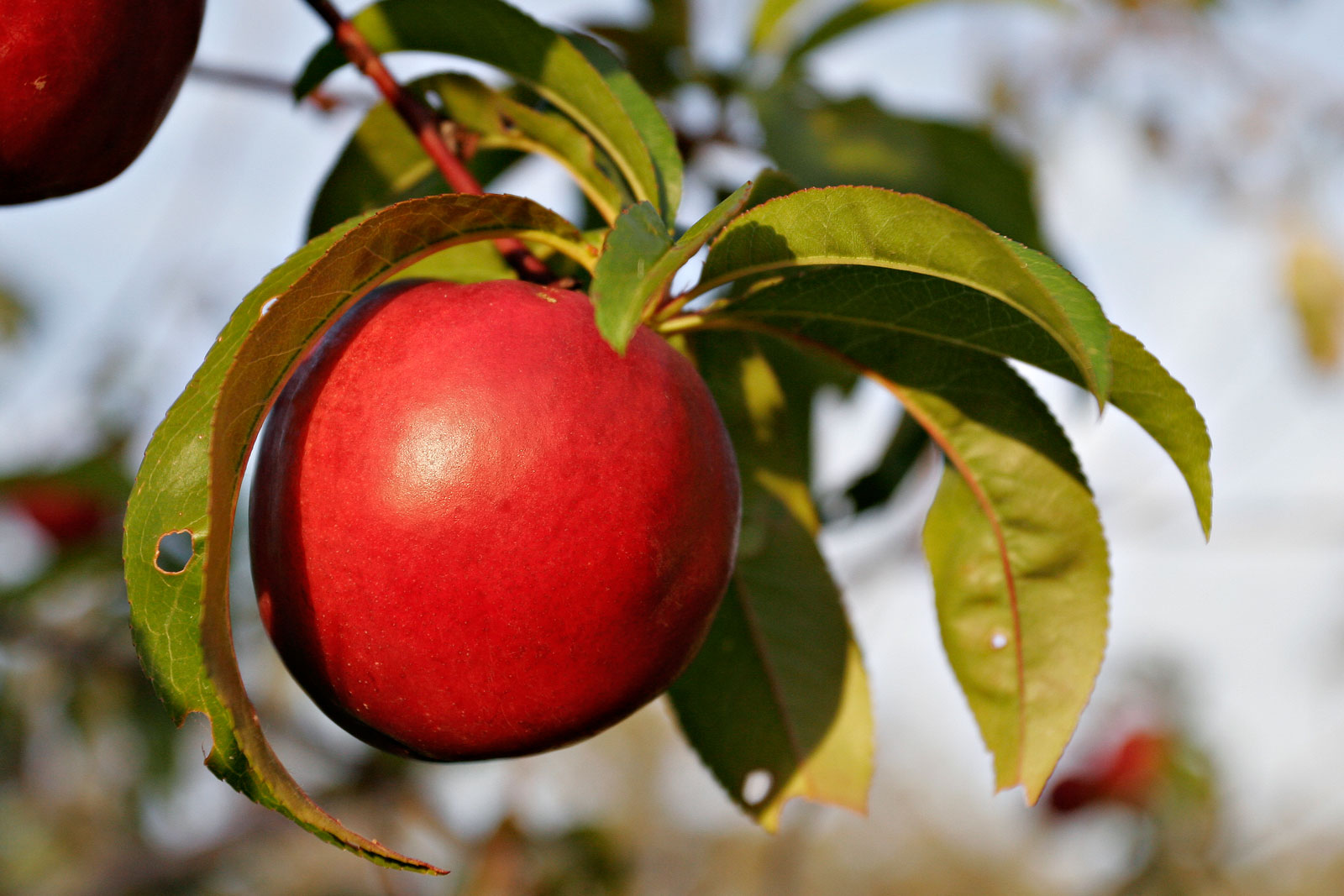
Нектарини
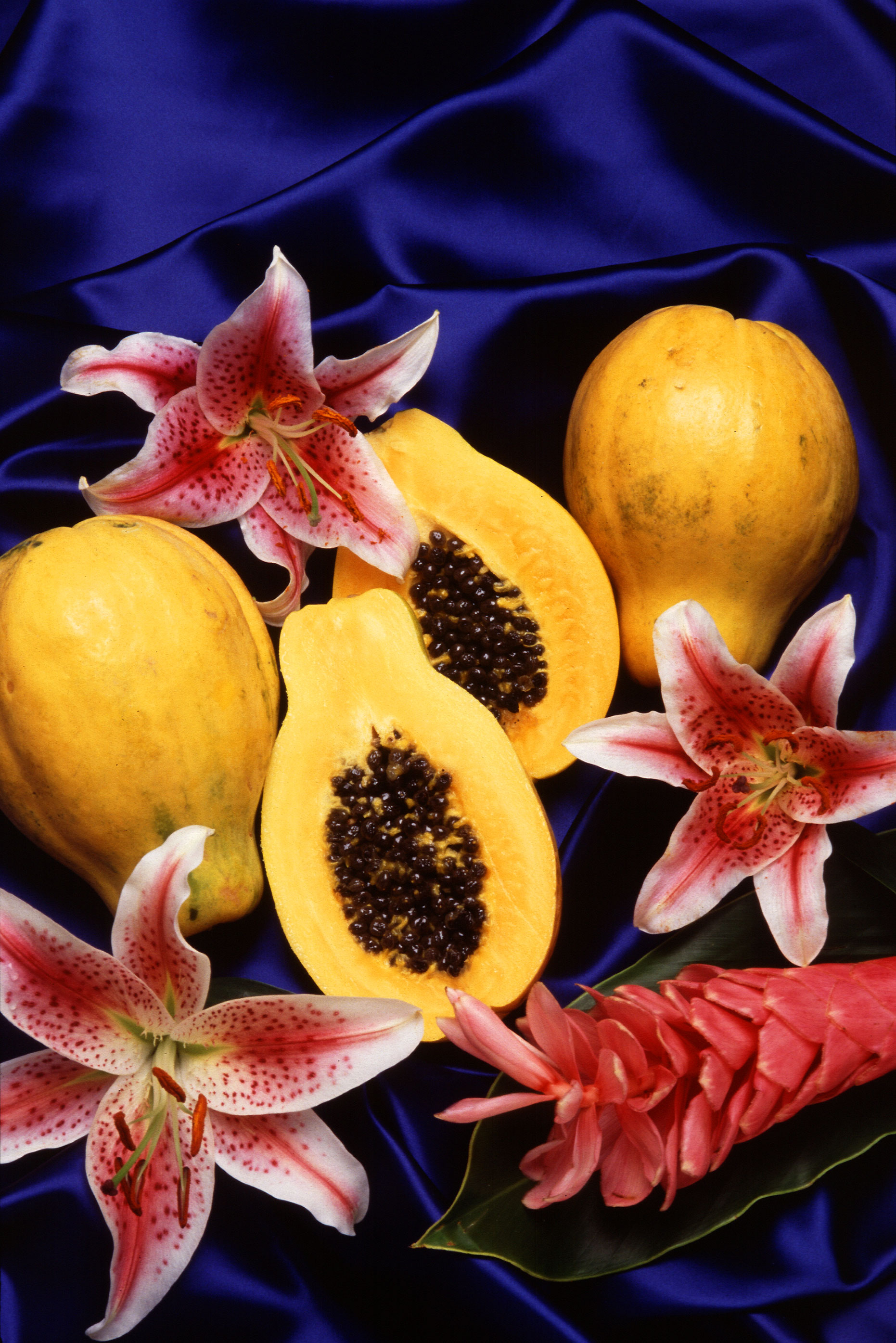
Папая
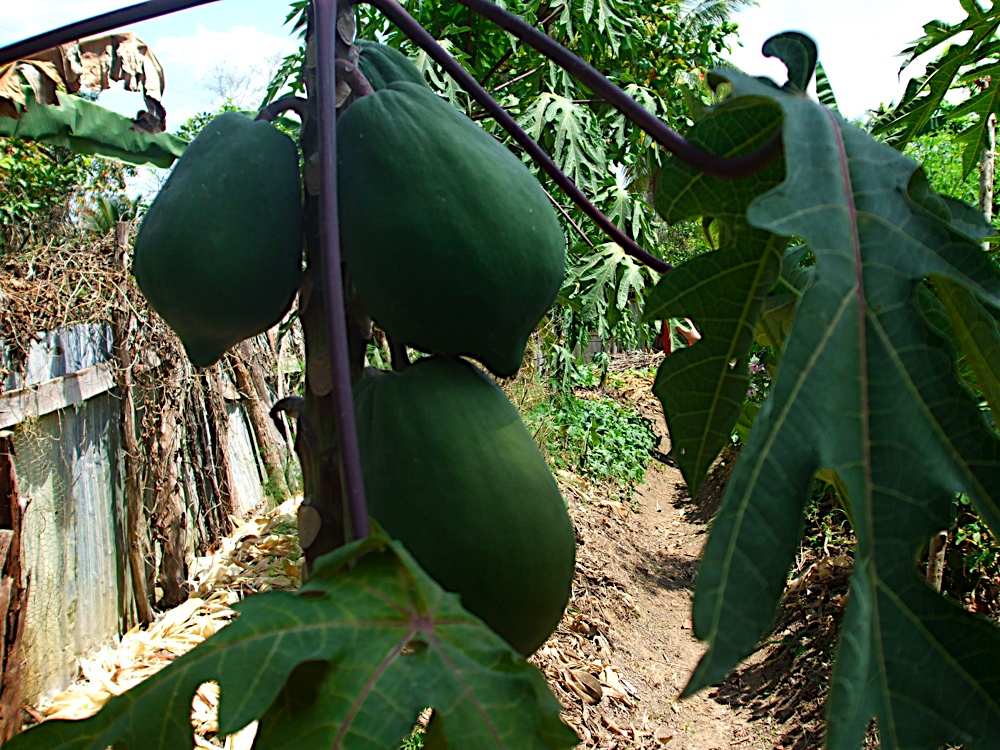
Гірська папая
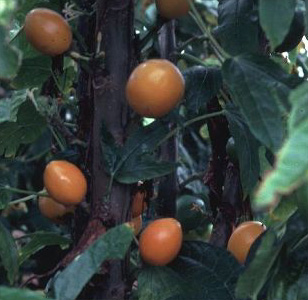
Томато-подібні папаї
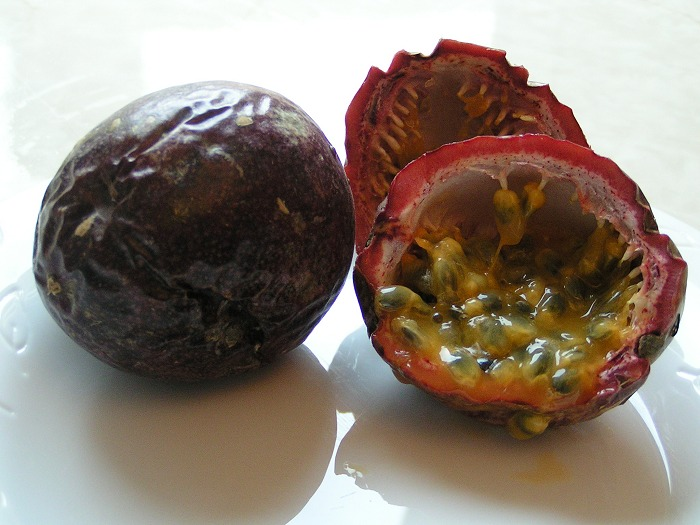
Маракуя
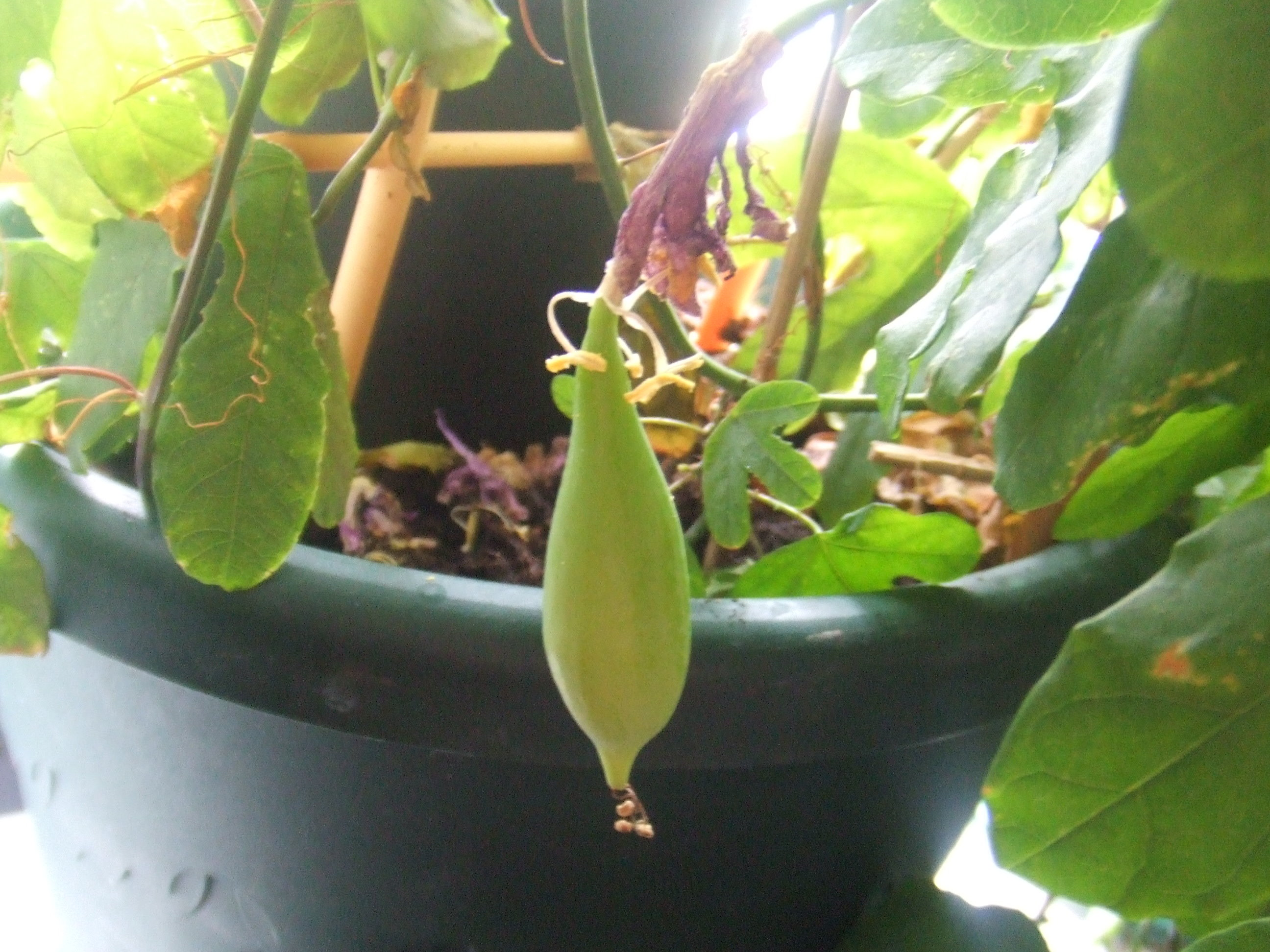
Гірка гарбузо-подібна маракуя
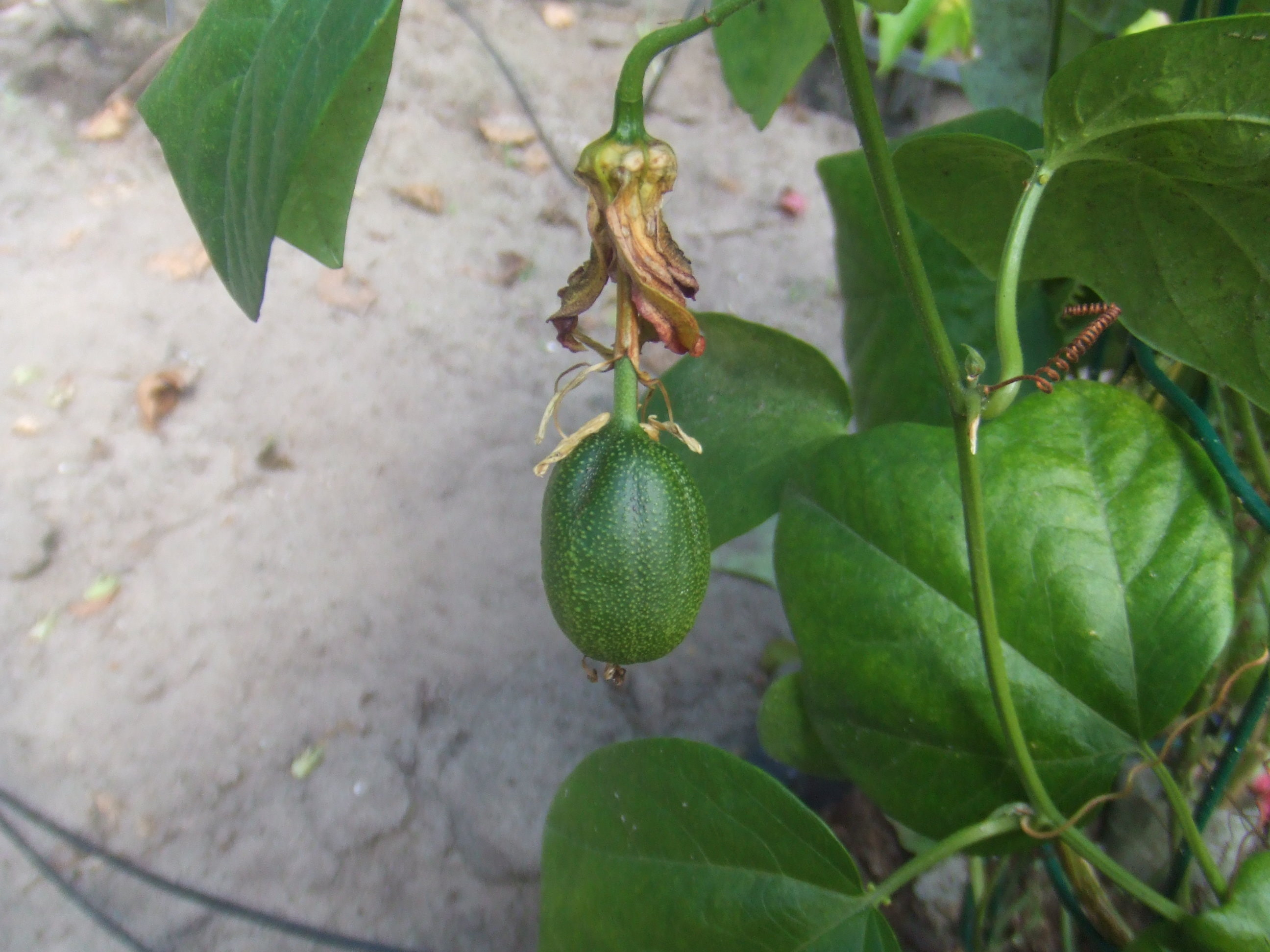
Passiflora herbertiana
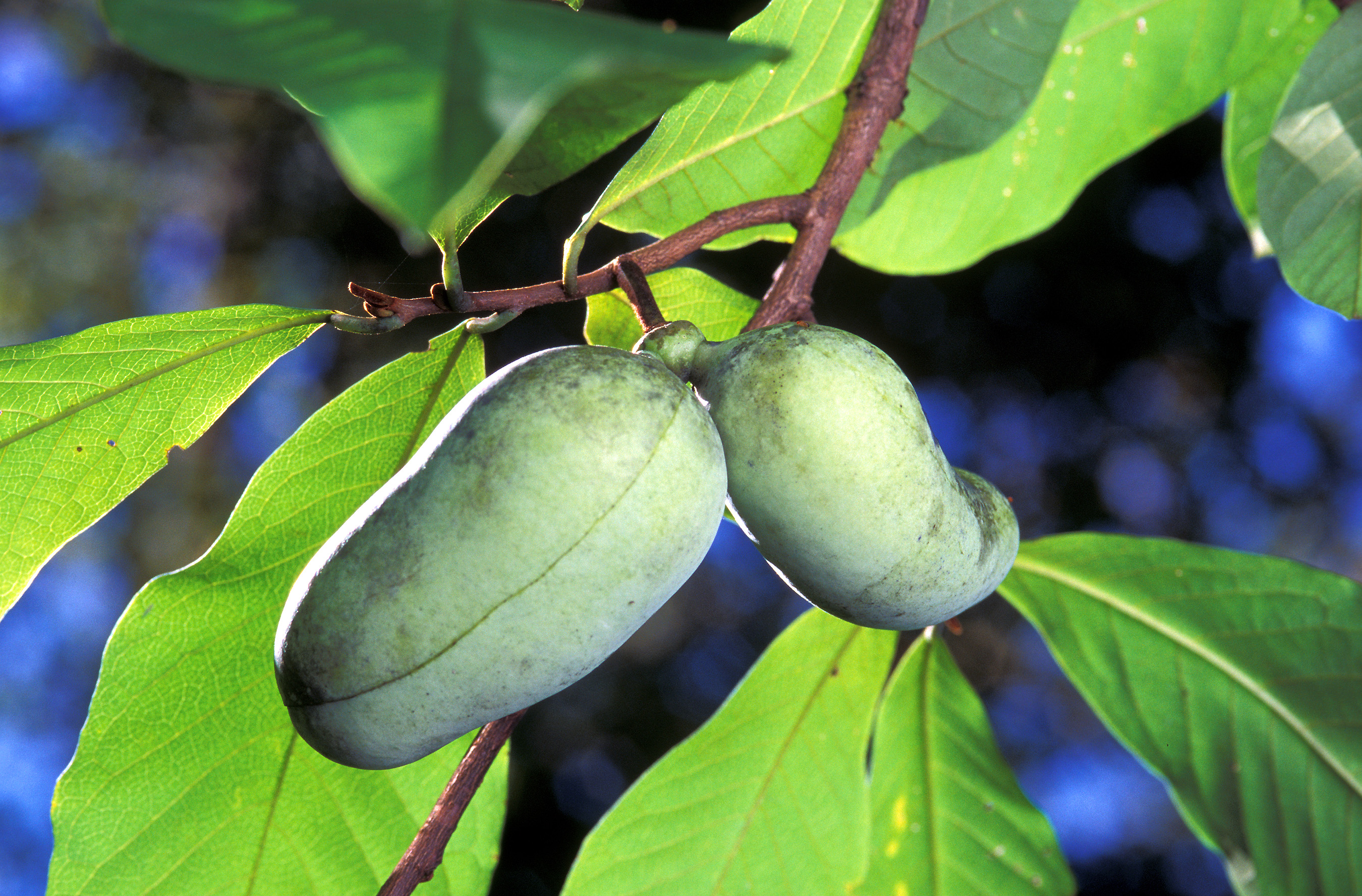
Азиміна
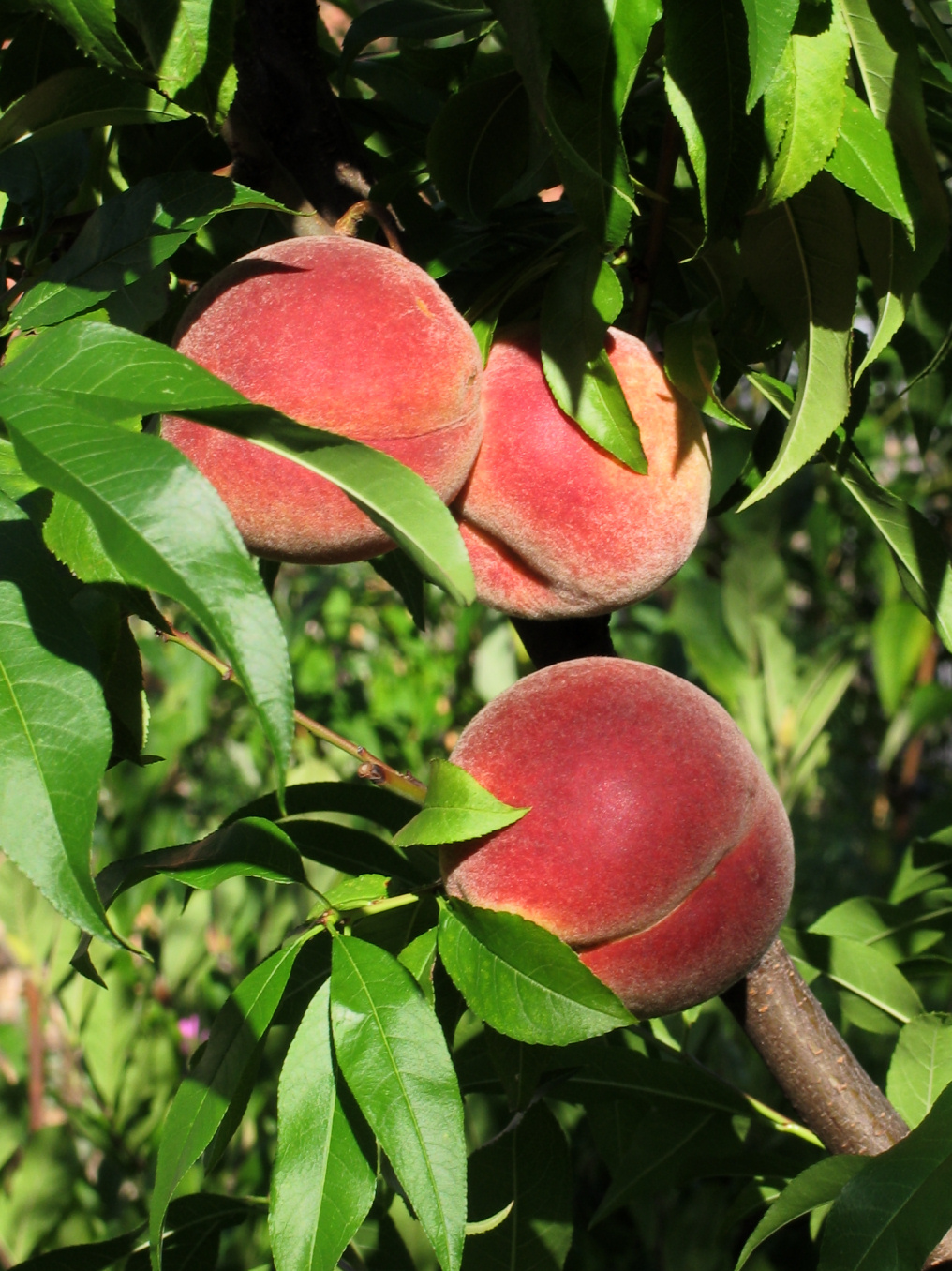
Персики
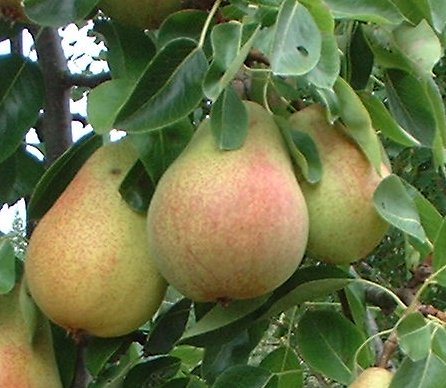
Груші
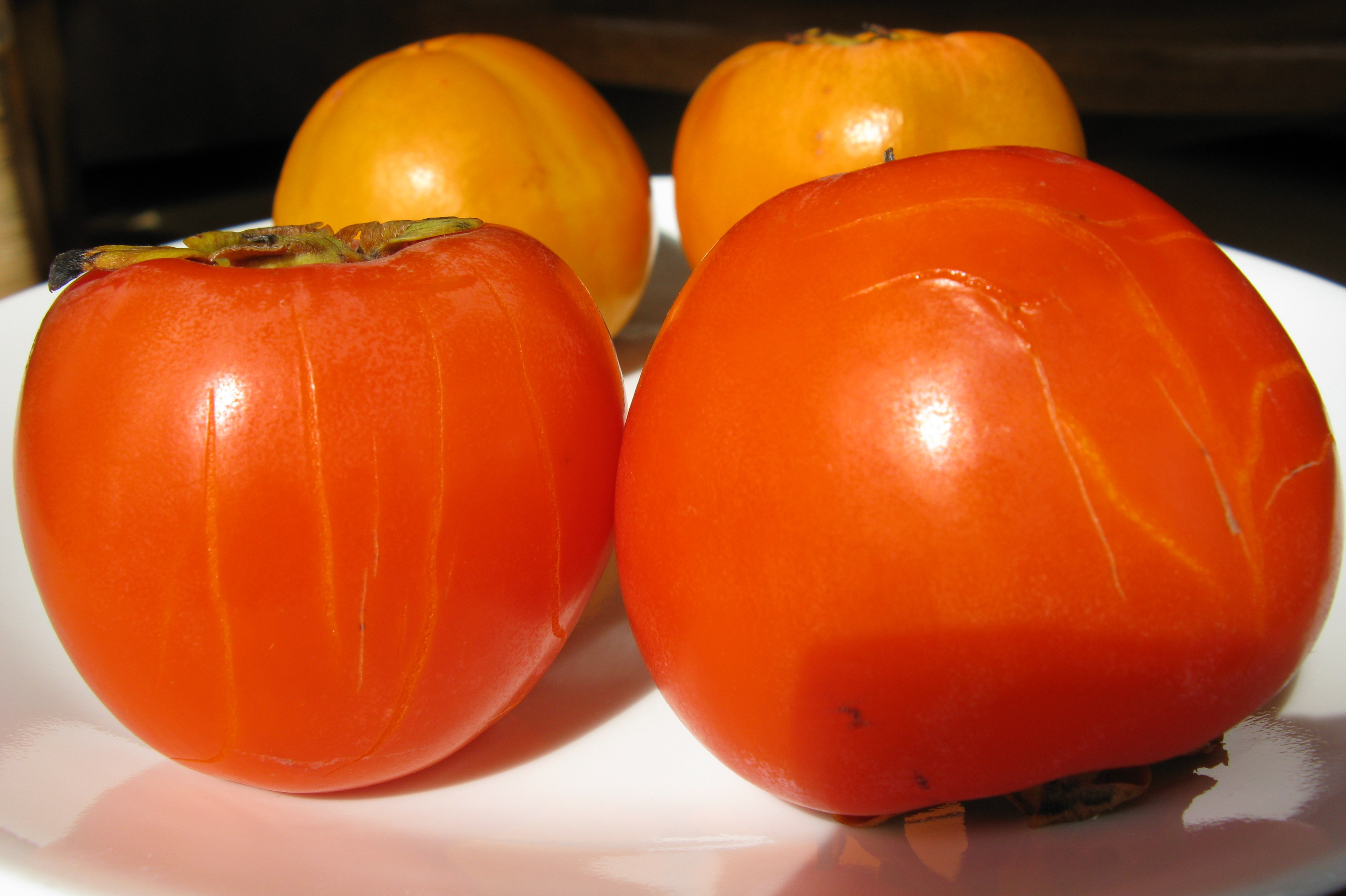
Хурма
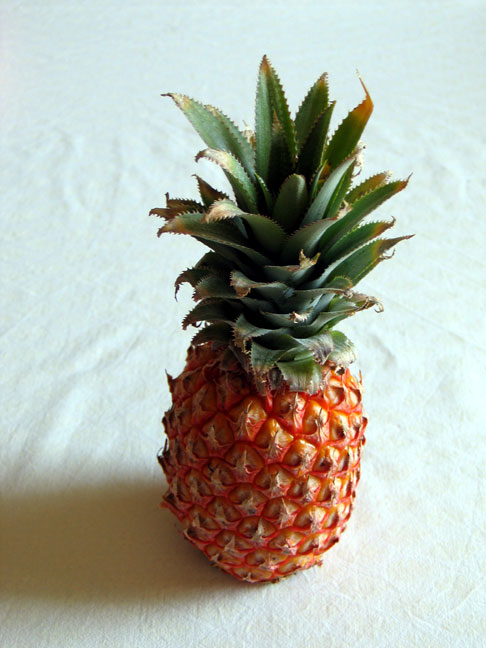
Ананас
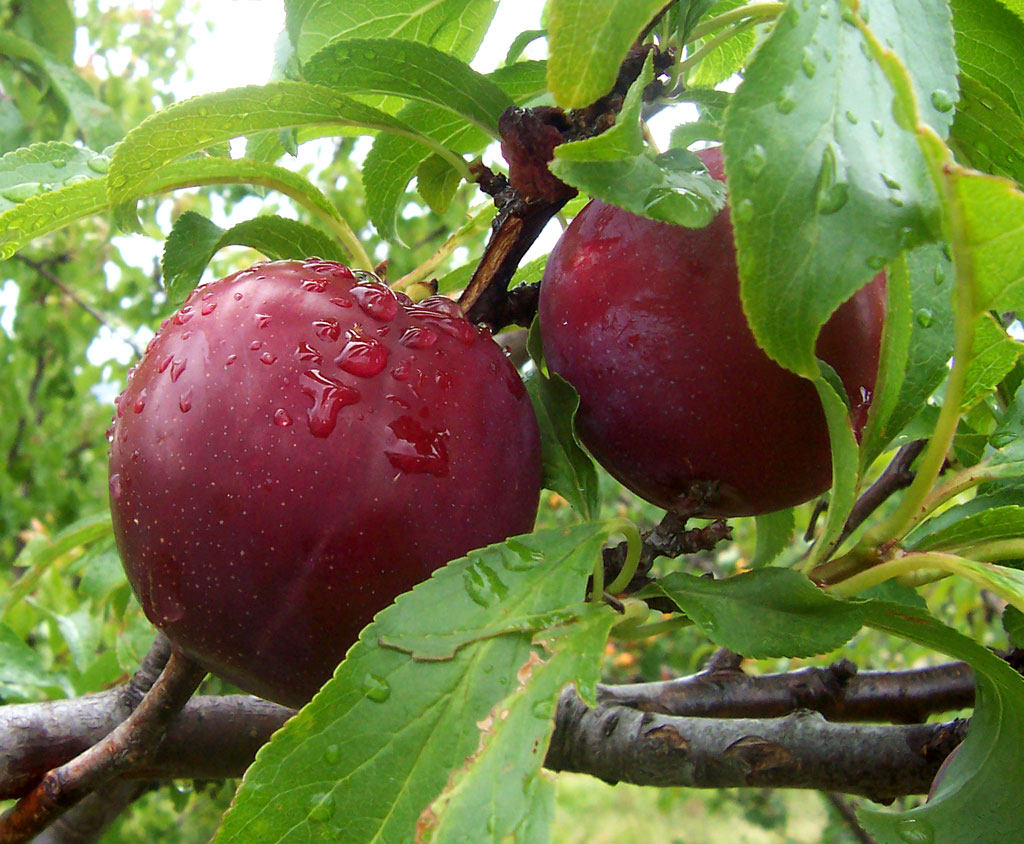
Сливи
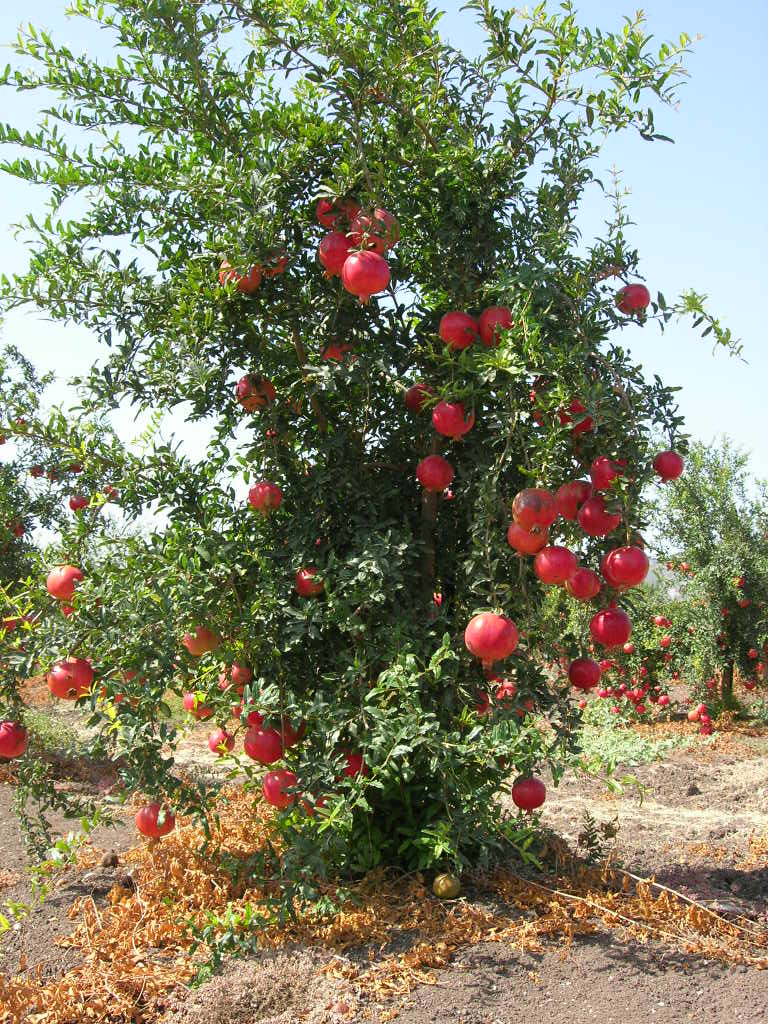
Гранат звичайний
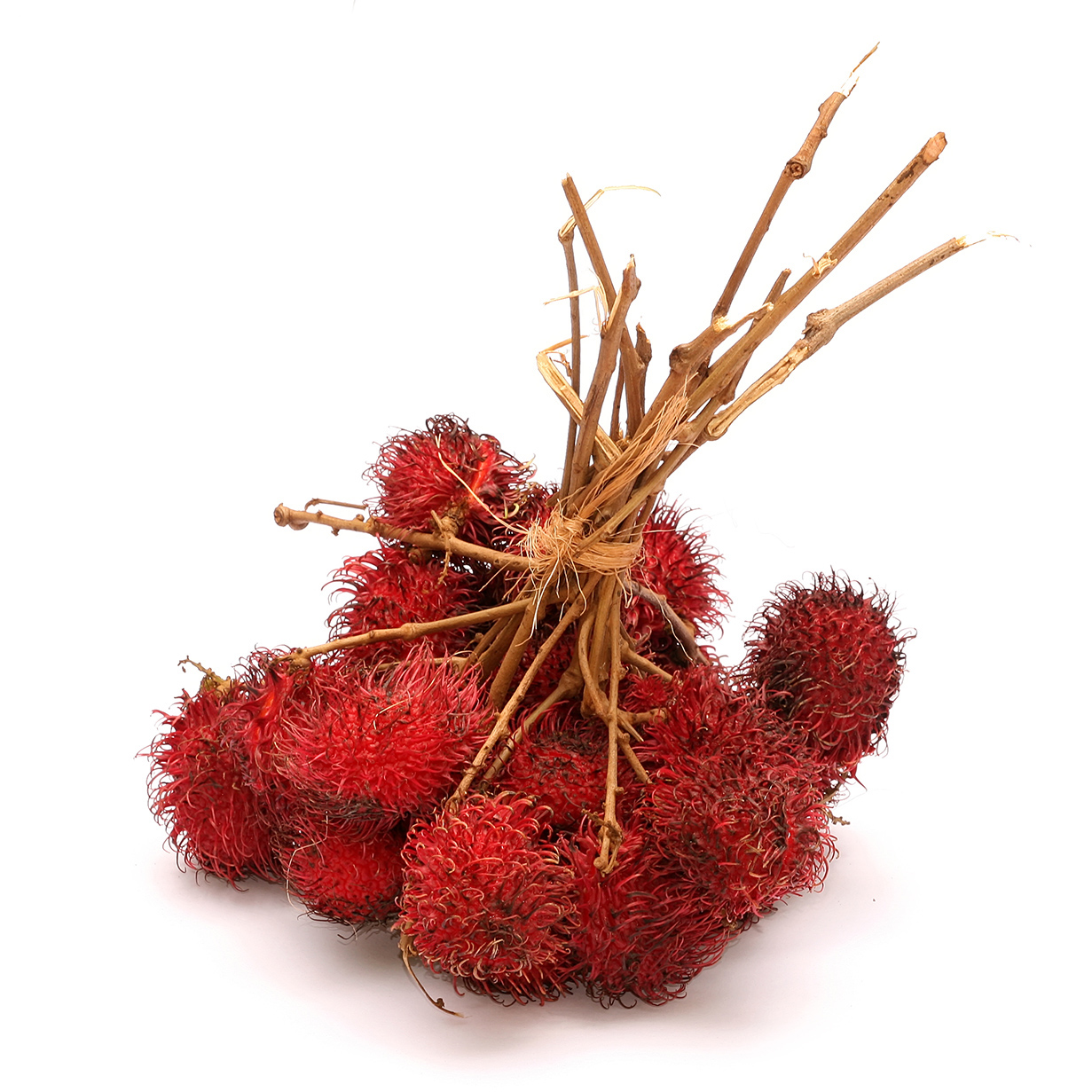
Рамбутани
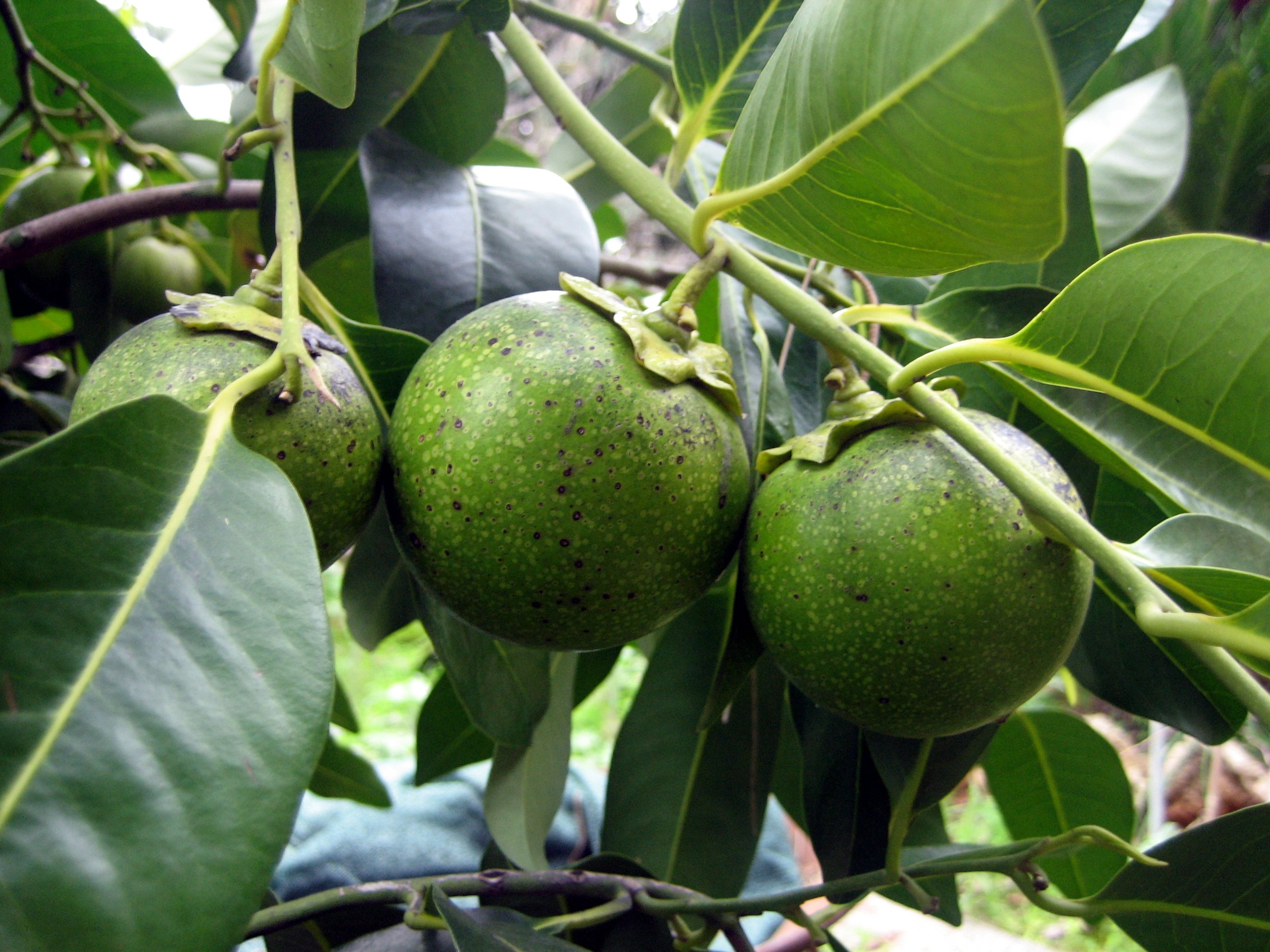
Чорна хурма
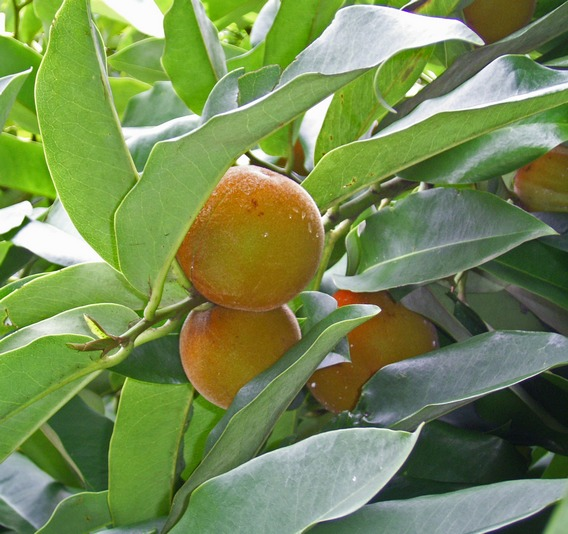
Маболо
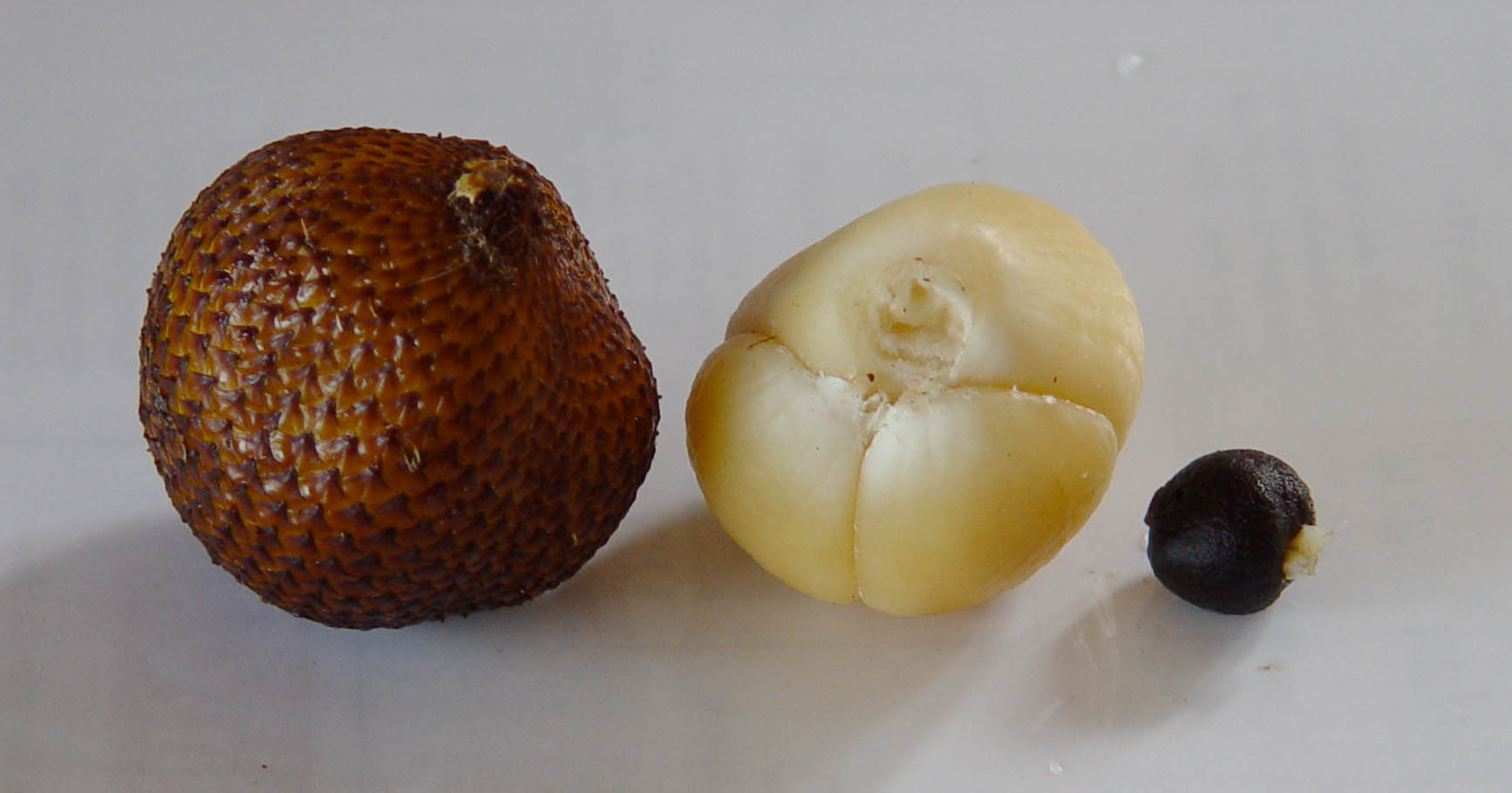
Salak (зміїний фрукт)
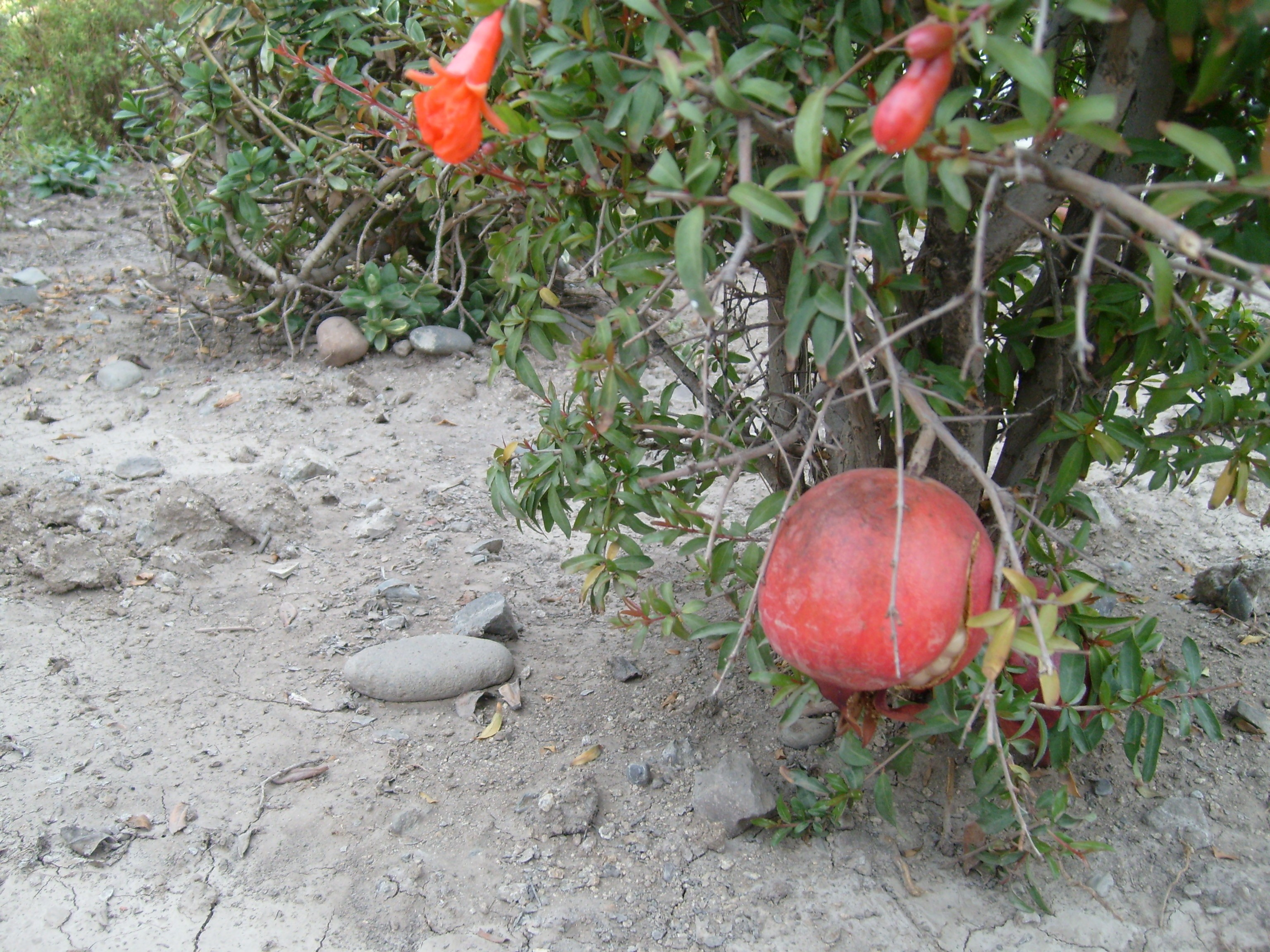
Гранат сокотрійський
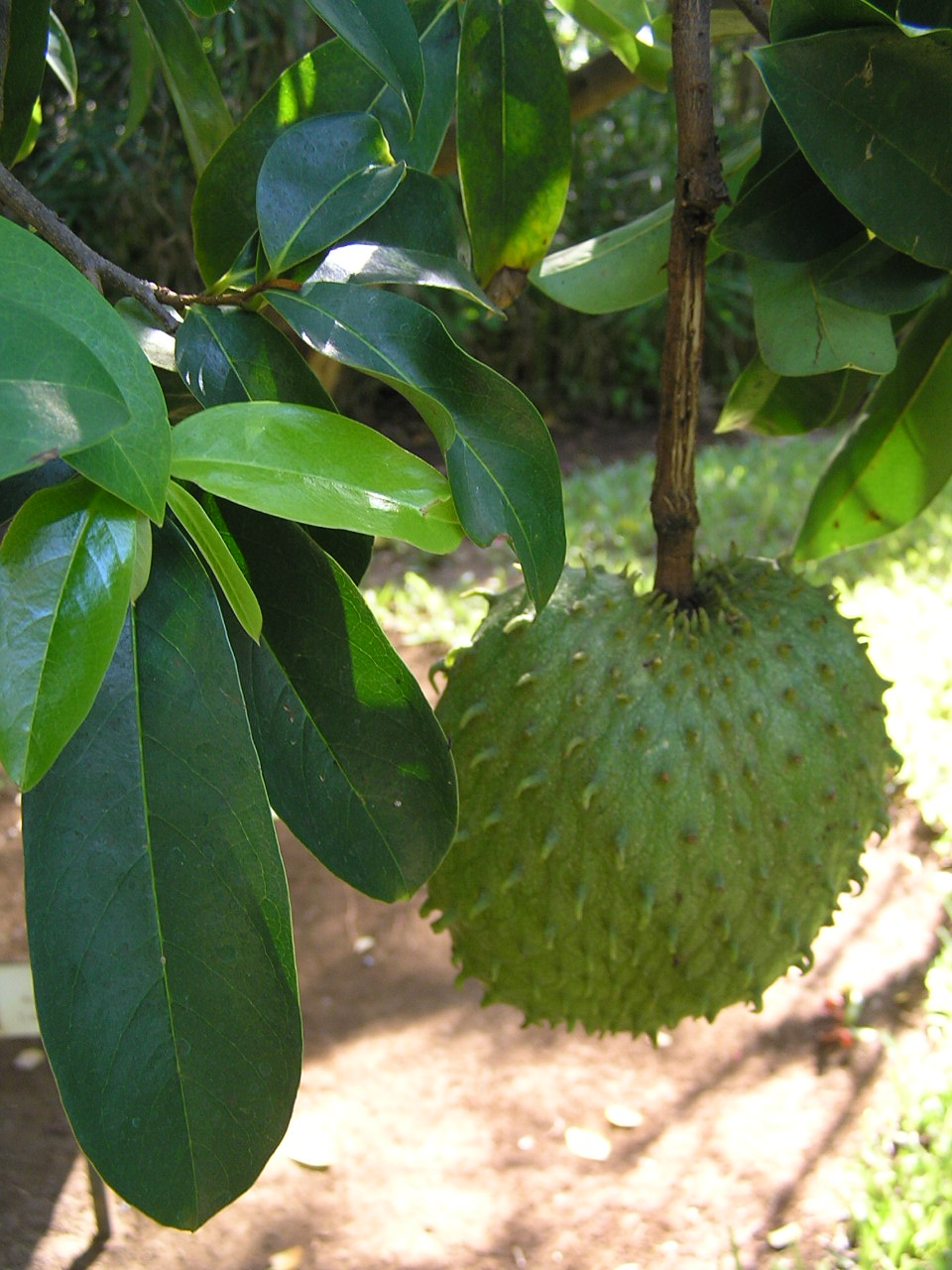
Соу-сеп (Soursop)
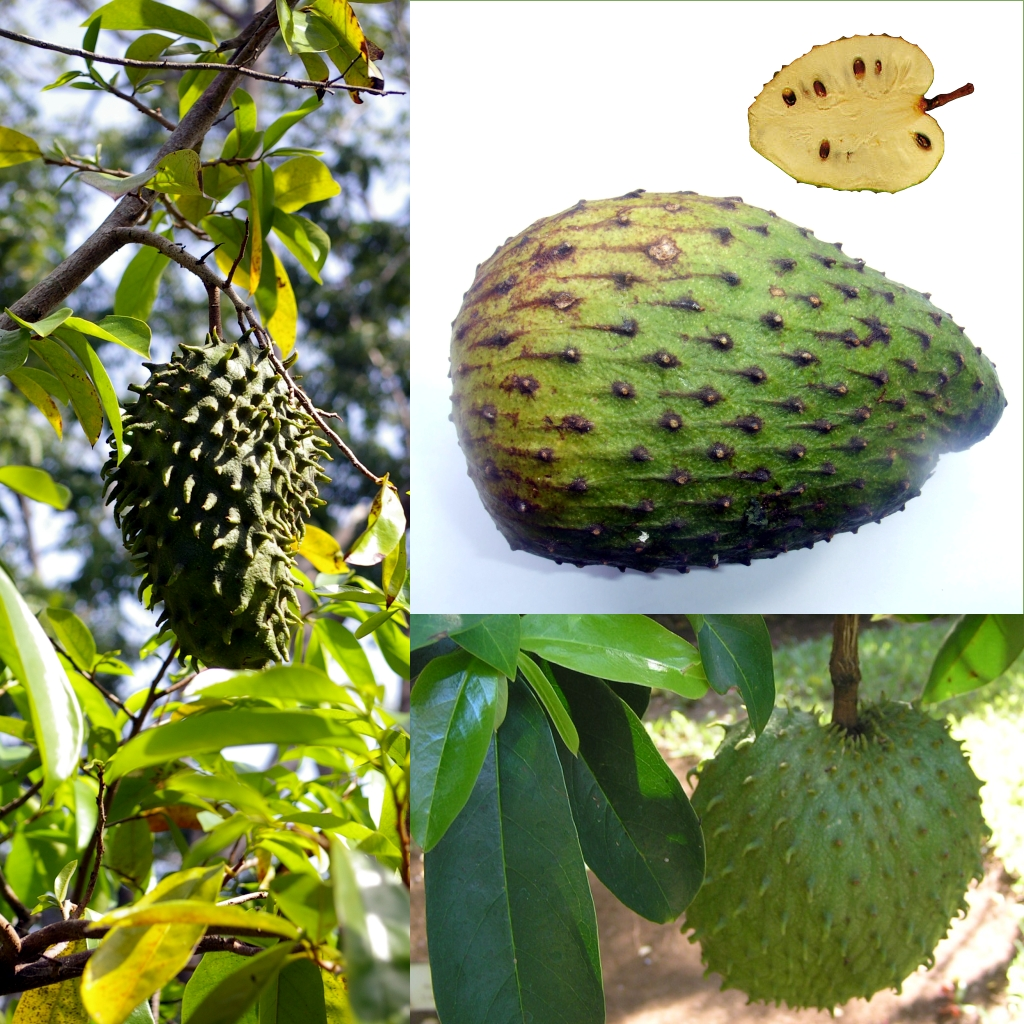
Соу-сеп (Soursop)
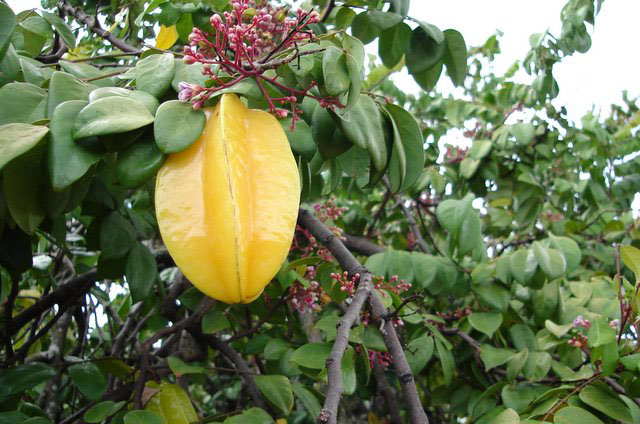
Карамбола
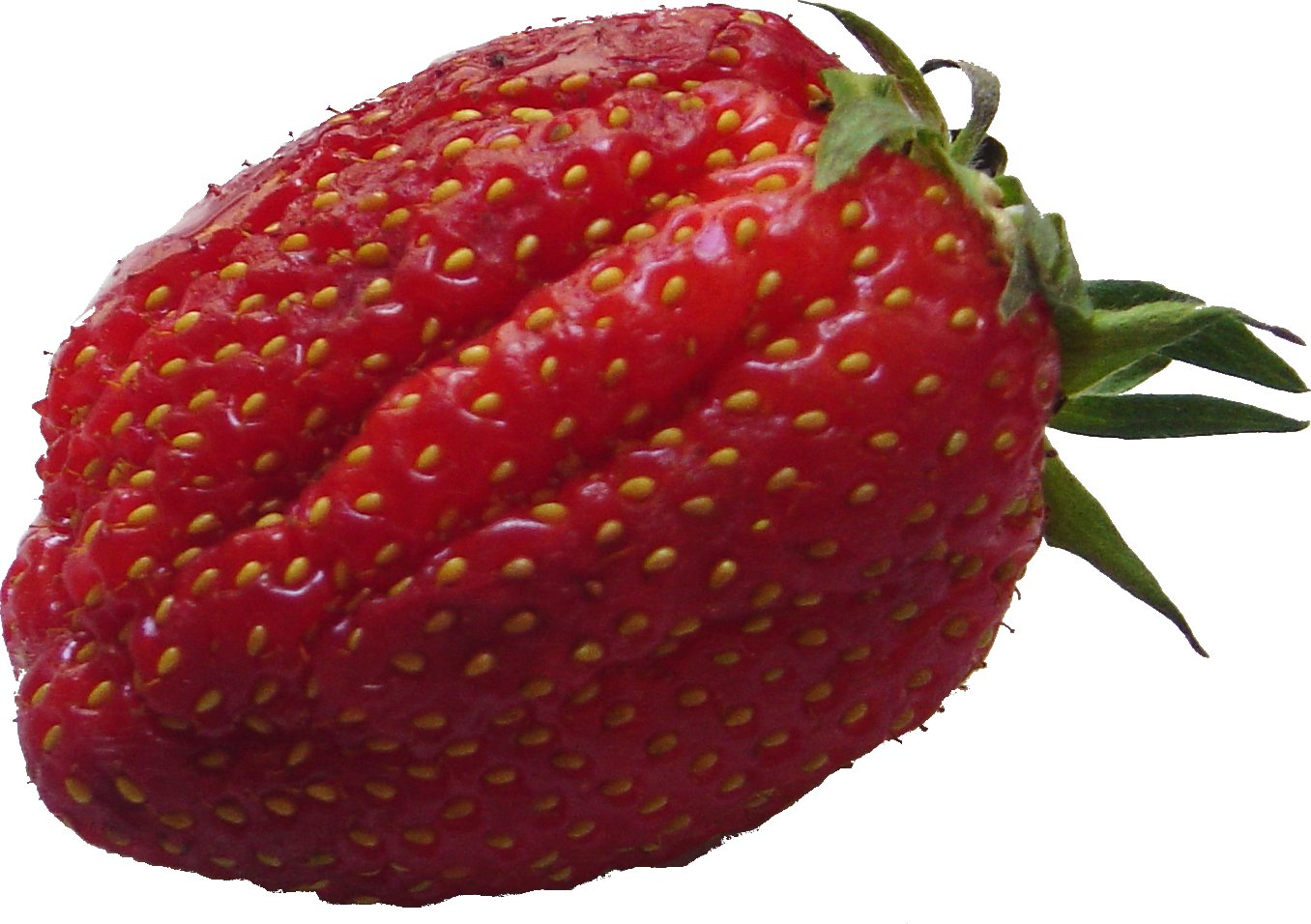
Полуниця
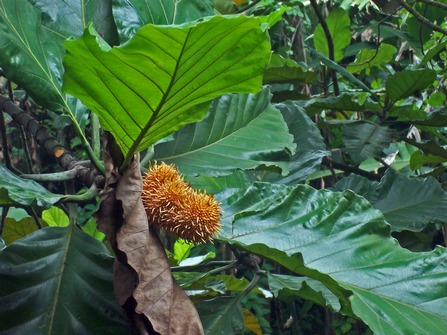
Terap
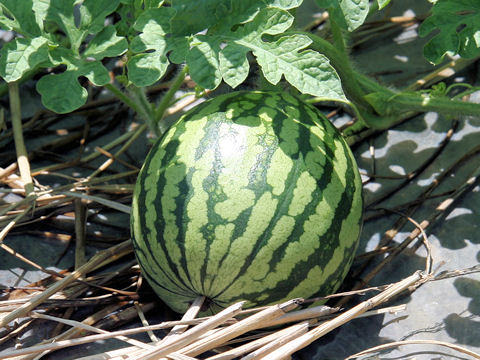
Кавун

## Дивитись також
- Центри походження культурних рослин
- Фрукти
- Овочі
- Гарцинія
- Манго (рід)
- Цитрус
- Горіх (плід)
- Спеції